# 토스카나주
토스카나주(Regione Toscana)는 대략 23,000 제곱킬로미터 (8,900 제곱마일)의 크기와 대략 380만명의 인구 (2013년 기준)를 지닌, 이탈리아 중부에 있는 주이며, 주도는 피렌체이다.
토스카나주는 자연환경, 역사, 예술적 유산, 고급 문화에 대한 영향력으로 유명하다. 이탈리아 르네상스의 발상지로 여겨지고 미술사와 과학사에 영향력을 미친 여러 유명인들의 고향이며, 우피치 미술관과 피티궁 같은 잘 알려진 박물관들이 있다. 토스카나주는 포도주들을 생산하며, 이중에는 키안티, 비노 노빌레 디 몬테풀차노, 모렐리노 디 스칸사노, 브루넬로 기 몬탈치노 등이 포함된다. 강한 언어적이고 문화적인 정체성을 지닌, 토스카나는 "나라 속 나라"라고 때로는 여겨진다.
토스카나는 이탈리아에서 인기있는 여행 행선지로, 주요 관광 명소로는 피렌체, 피사, 루카, 시에나, 베르실리아, 마렘마, 키안티 등이 있다 카스틸리오네델라페스카이아라는 마을은 토스카나에서 가장 많이 찾는 해안가 관광지이며, 토스카나 해안가 관광업에서 관광객의 대략 40%를 차지한다고 한다. 추가적으로 시에나, 루카,  키안티, 베르실리아, 발도르차도 세계적으로 유명하고 특히 관광객들 사이에서 인기있는 명소들이다.
피렌체 역사 지구 (1982), 피사 대성당 광장 (1987), 산지미냐노 역사 지구 (1990, 시에나 역사 지구 (1995), 피엔차 역사 지구 (1996), 발도르차 (2004), 빌라 메디치와 정원 (2013) 등, 토스카나의 일곱 곳이 세계 문화 유산으로 지정되어 있다. 120개가 넘는 자연보호구역들을 보유하고 있고, 토스카나와 주도인 피렌체를 매년 수 백만 명을 끌어들이는, 인기있는 관광 명소로 만들었다. 2012년에 피렌체시는 183만 4천여명이 방문을 하며, 세계에서 89번째로 많이 찾은 도시였다.

## 지리
| A: Im > 100 B: 80 < Im < 100 B1-B2: 20 < Im < 80 |  | C2: 0 < Im < 20 C1: −33,3 < Im < 0 D: Im < −33,3 |

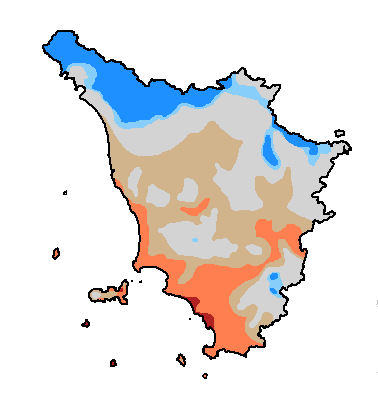
토스카나주의 손드웨이트식 기후 구분

대략적으로 삼각형 모양을 띤, 토스카나주는 북서쪽으로는 리구리아주, 북쪽으로는 에밀리아로마냐주, 북동쪽에는 마르케주, 동쪽에는 움브리아주, 남동쪽에는 라치오주와 맞대고 있다. 토스카나주의 아레초현 소속의 바디아테달다라는 코무네 (지방자치단체)는 에밀리아로마냐주 안에 있는 카라파엘로 (Ca' Raffaello)라는 이름을 지닌 월경지이다.
토스카나주는 리구리아해와 티레니아해 쪽인 서쪽 해안가가 있으며, 해안가 중에 있는 토스카나 제도에서 엘바섬이 가장 크다. 토스카나주는 대략 22,993 제곱킬로미터 (8,878 mi2) 정도 크기이다. 커다란 산맥에 둘러싸이고 가로막혀, 약간 (그러나 비옥한)의 평야를 지닌 토스카나주는 농업 용도로 사용되는 구릉지대가 두드러진다. 구릉 지대는 토스카나주 전체의 3분에 2 (66.5%)에 가까운 15,292 제곱킬로미터 (5,904 mi2)를 차지하고 있으며,  산악 지대(아펜니노산맥의 가장 높은 지역)도 25% 또는 5,770 제곱킬로미터 (2,230 mi2)를 차지한다. 평야는 전체 영역의 —1,930 제곱킬로미터 (750 mi2)— 규모이며, 대부분이 아르노강 계곡 일대에 있다. 주도인 피렌체, 엠폴리, 피사를 포함한 토스카나주 대도시들의 대부분은 아르노강 기슭에 있다.
기후는 겨울과 여름 사이 상당한 기온차와 함께, 해안 지역은 꽤나 온화하고, 내륙은 습하고 비가 자주오며, 토스카나주에 동결-융해 주기라는 토양 조성 활동을 하게 해주었는데, 이 점은 이 지역이 한 때 고대 로마의 핵심 곡창 지대로서 역할을 했었던 점을 설명한다.

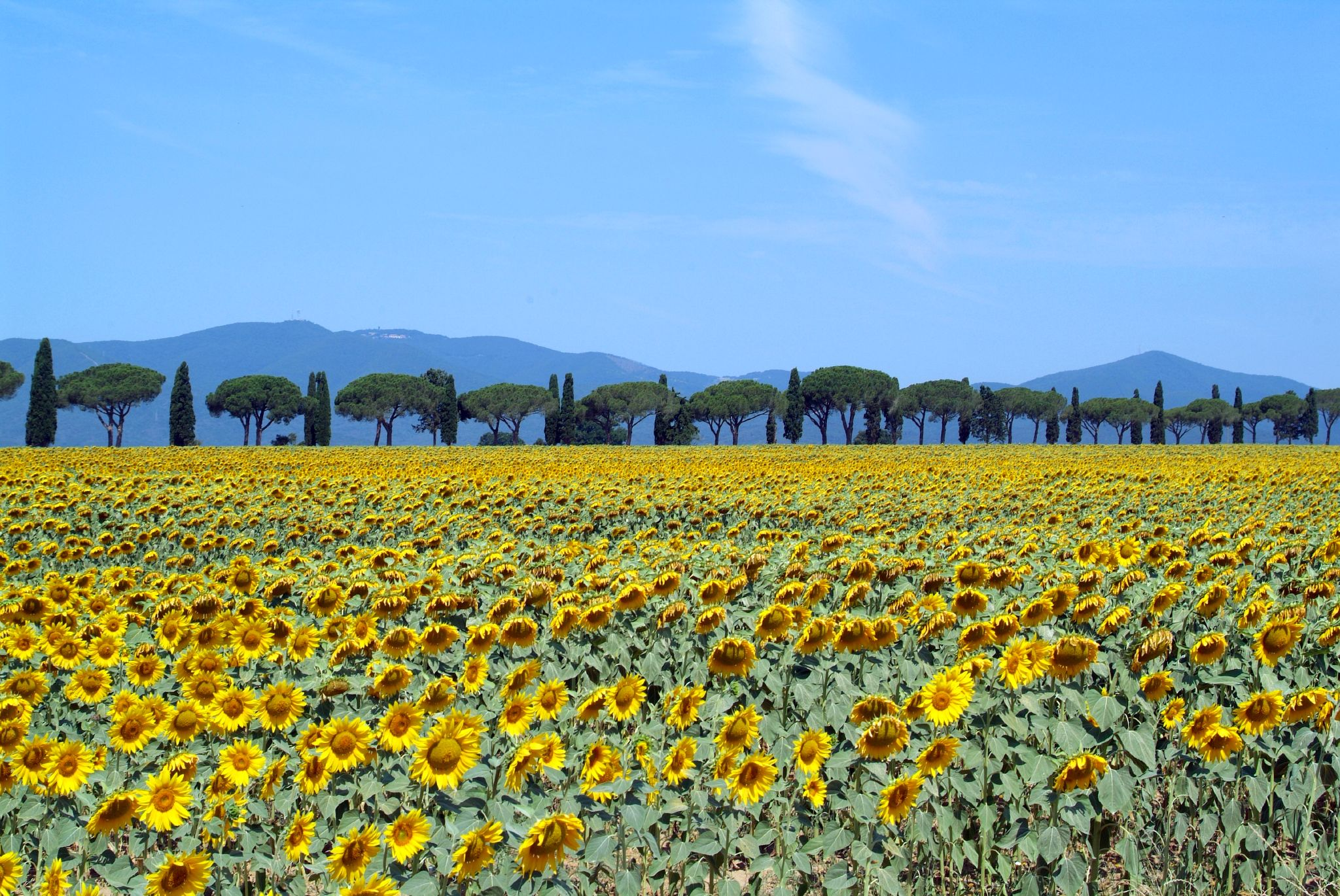
마렘마 지역의 해바라기 지대
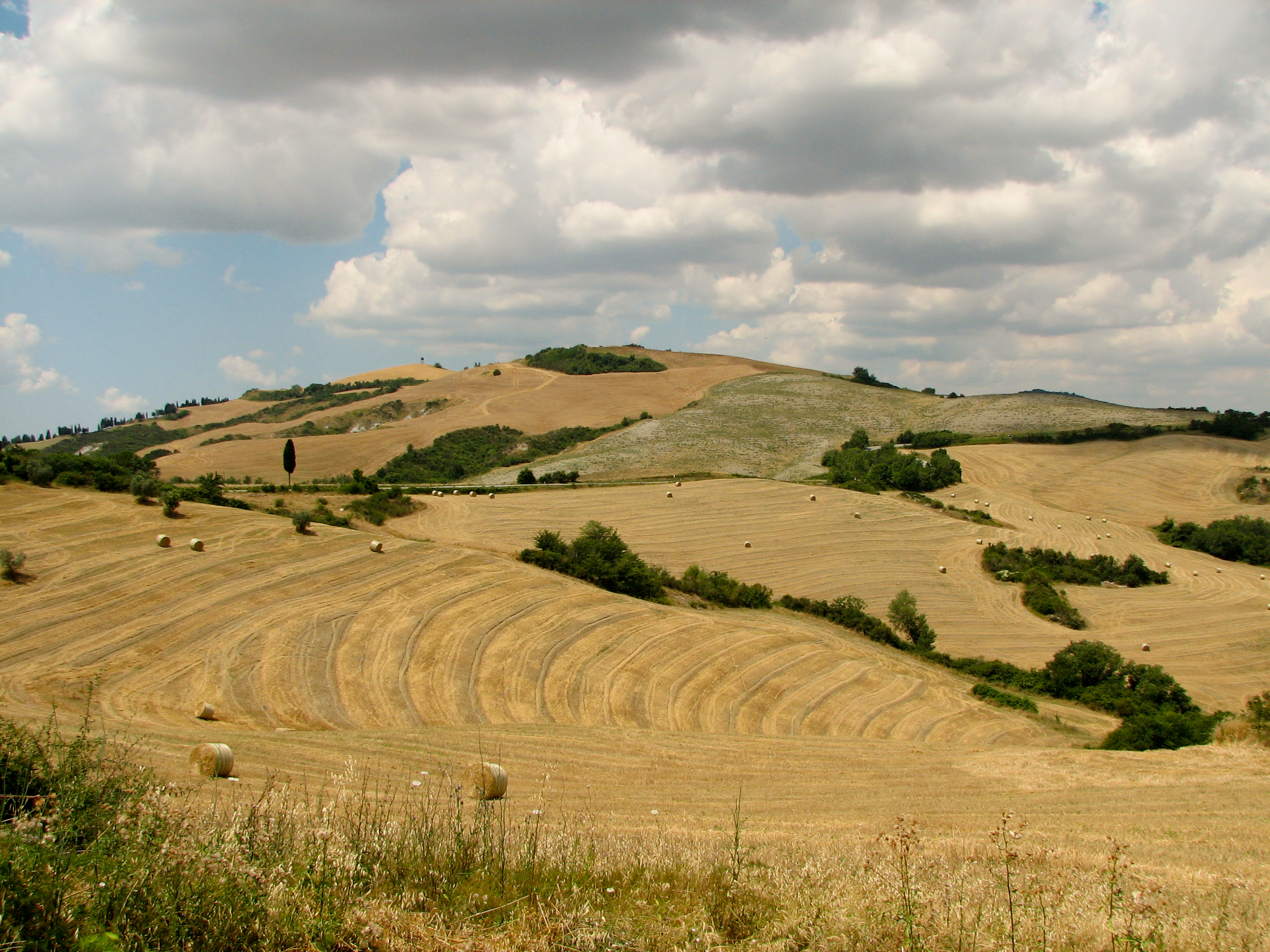
시에나 인근 토스카나 모습
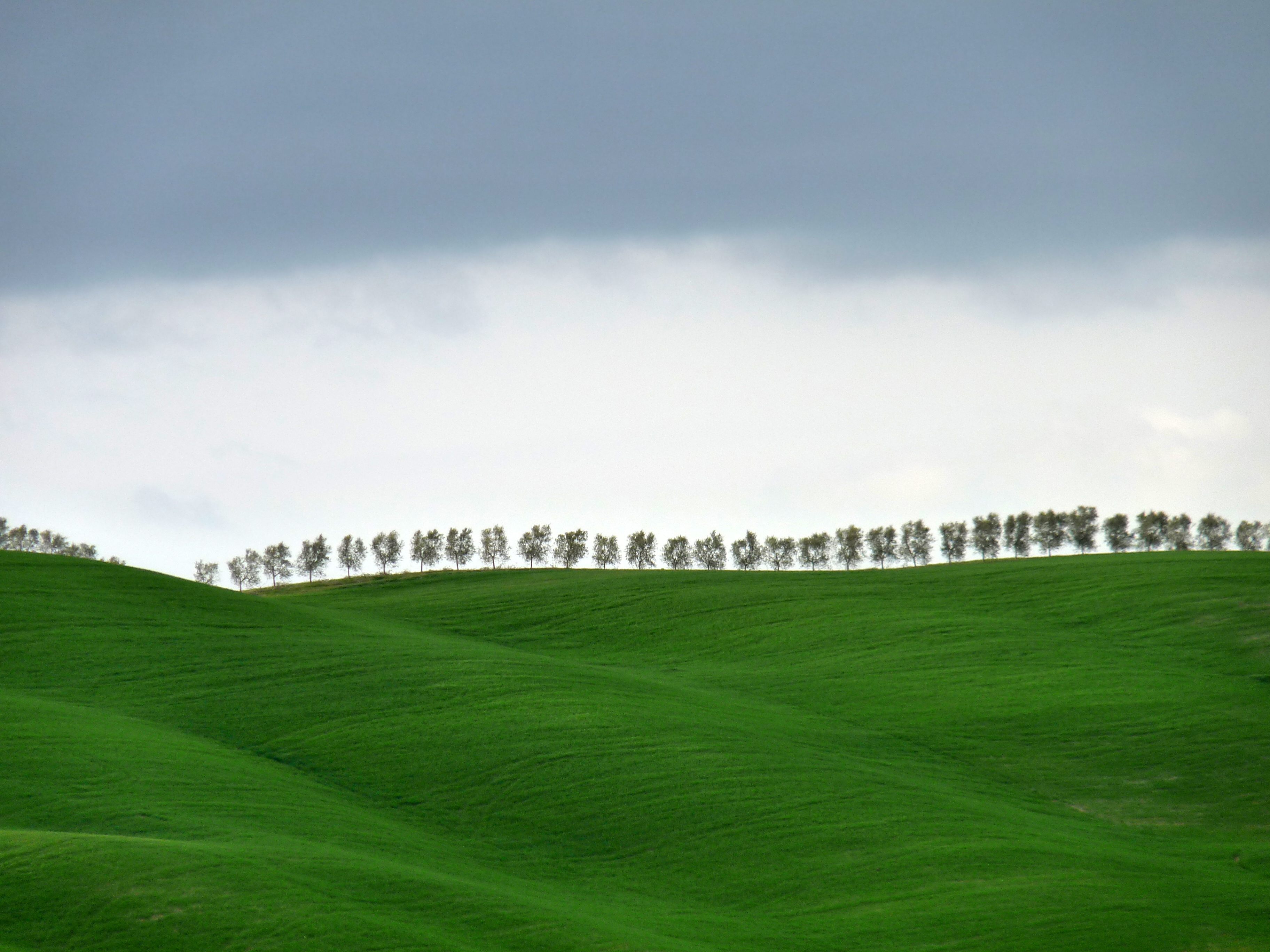
발도르차 구릉지 모습
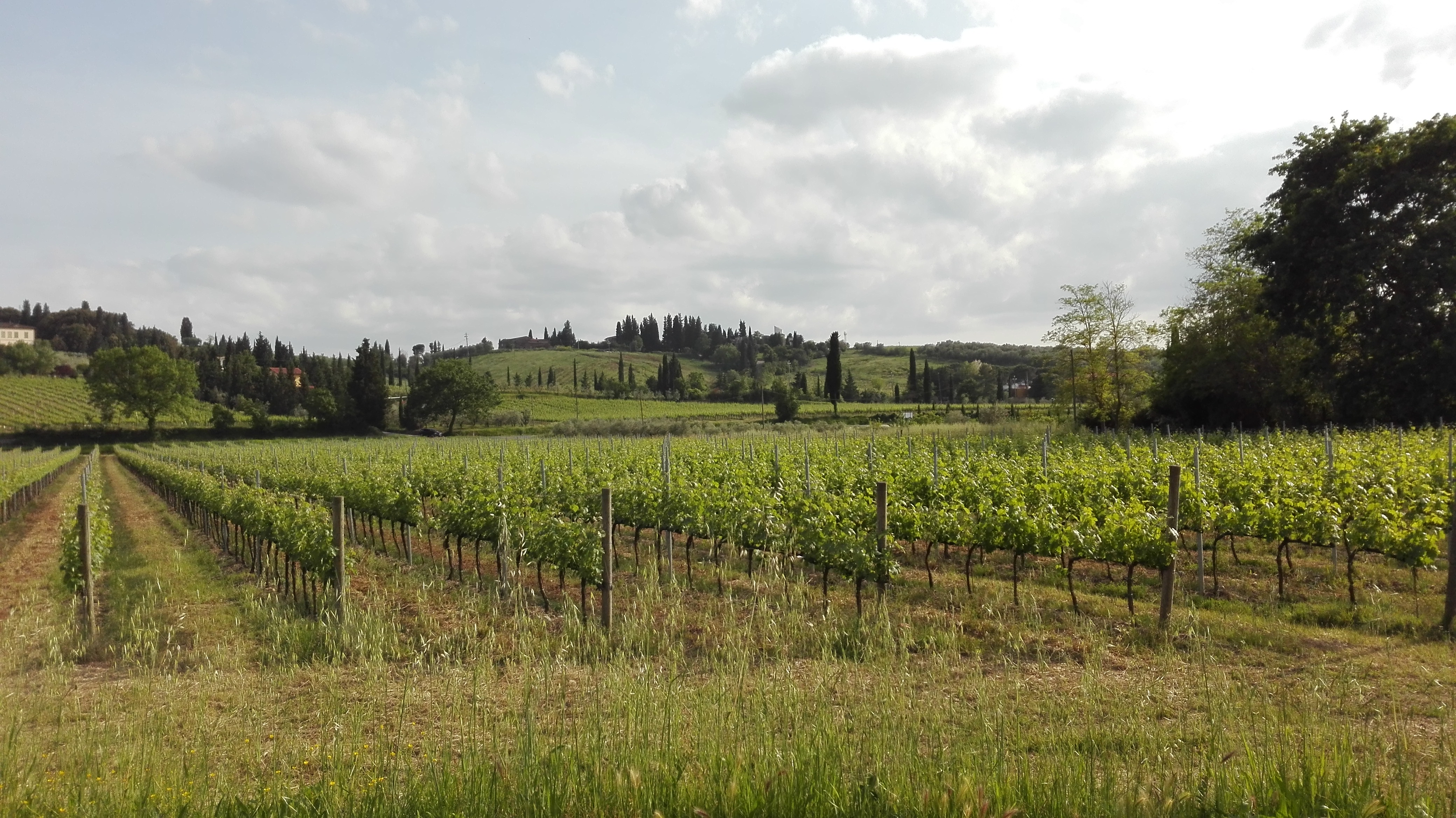
토스카나 지역 포도원
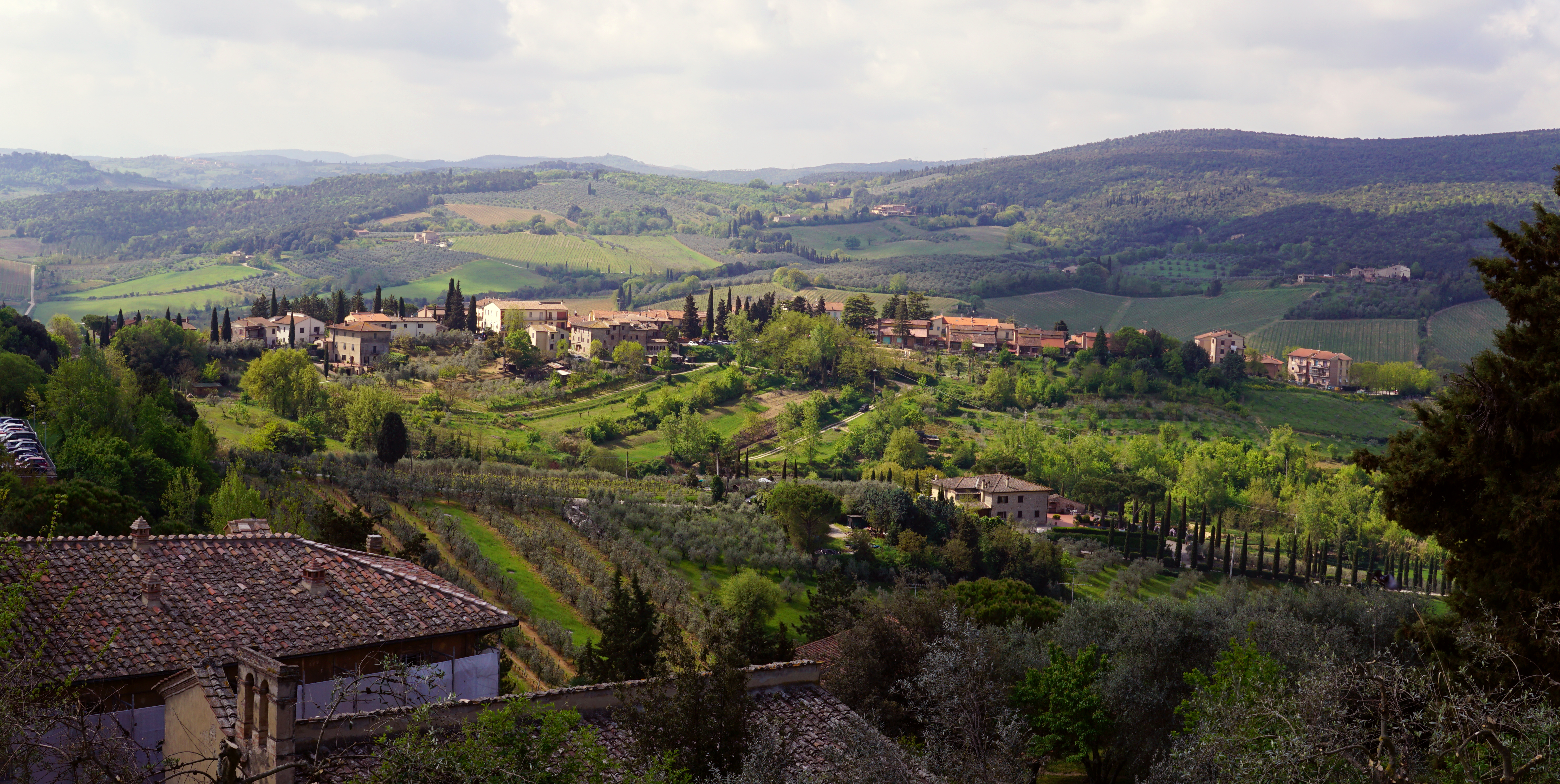
산지미냐노 계곡

## 역사

### 아펜니노 및 빌라노반 이전과 빌라노반 문화

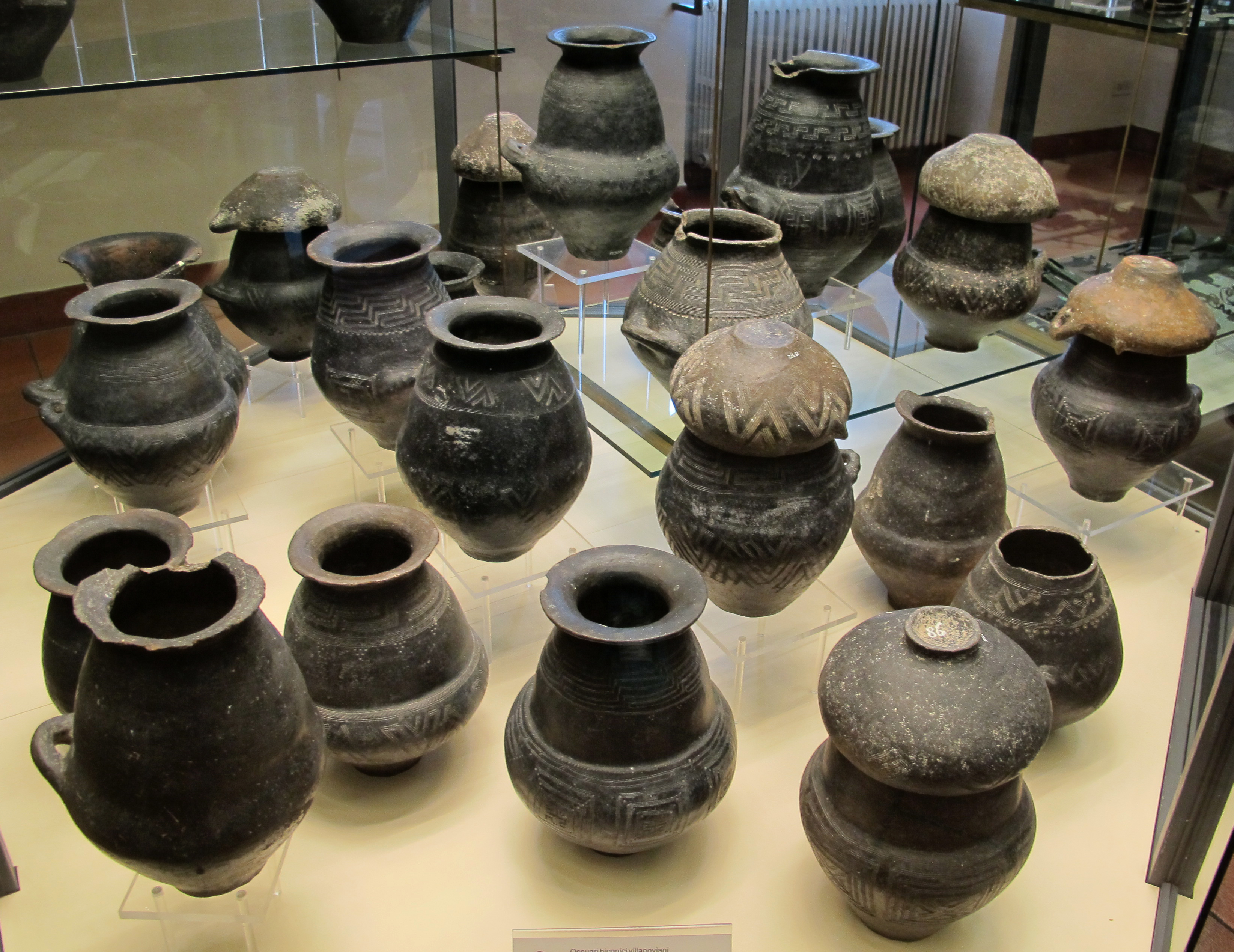
빌라노반 문화의 납골단지

청동기 시대 중기와 후기 때, 토스카나의 에트루리아 이전 역사는 초창기 고대 그리스의 역사와 일치한다. 토스카나 지역 기원전 제2천년기 (대략 기원전 1400–1150년)에 에게해의 미노아와 미케네 문명과 교역 관계를 가지고 있었던, 아펜니네 문화라고 불리는 문화권 사람들이 거주했었으며, 청동기 시대가 끝날 무렵에는 중앙 유럽의 언필드 문화권에 일부인 원시 빌라노바 문화 (대략 기원전 1100-900년)이라 불리는 문화권 사람들이 살았다. 철기 시대가 시작할 무렵에, 이 문명 다음으로, 에트루리아 문명의 가장 초기 시기라고 여겨지는, 빌라노바 문화 (대략 기원전 900–700년)가 토스카나와 군장 국가들의 지배를 받던 나머지 에트루리아 지역을 장악했다. 도시 국가들이 "동방화"가 발생하기 이전인 후기 빌라노반 시대에 발전했다 (그리스와 에게해 문명과 일치).

### 에트루리아 문명

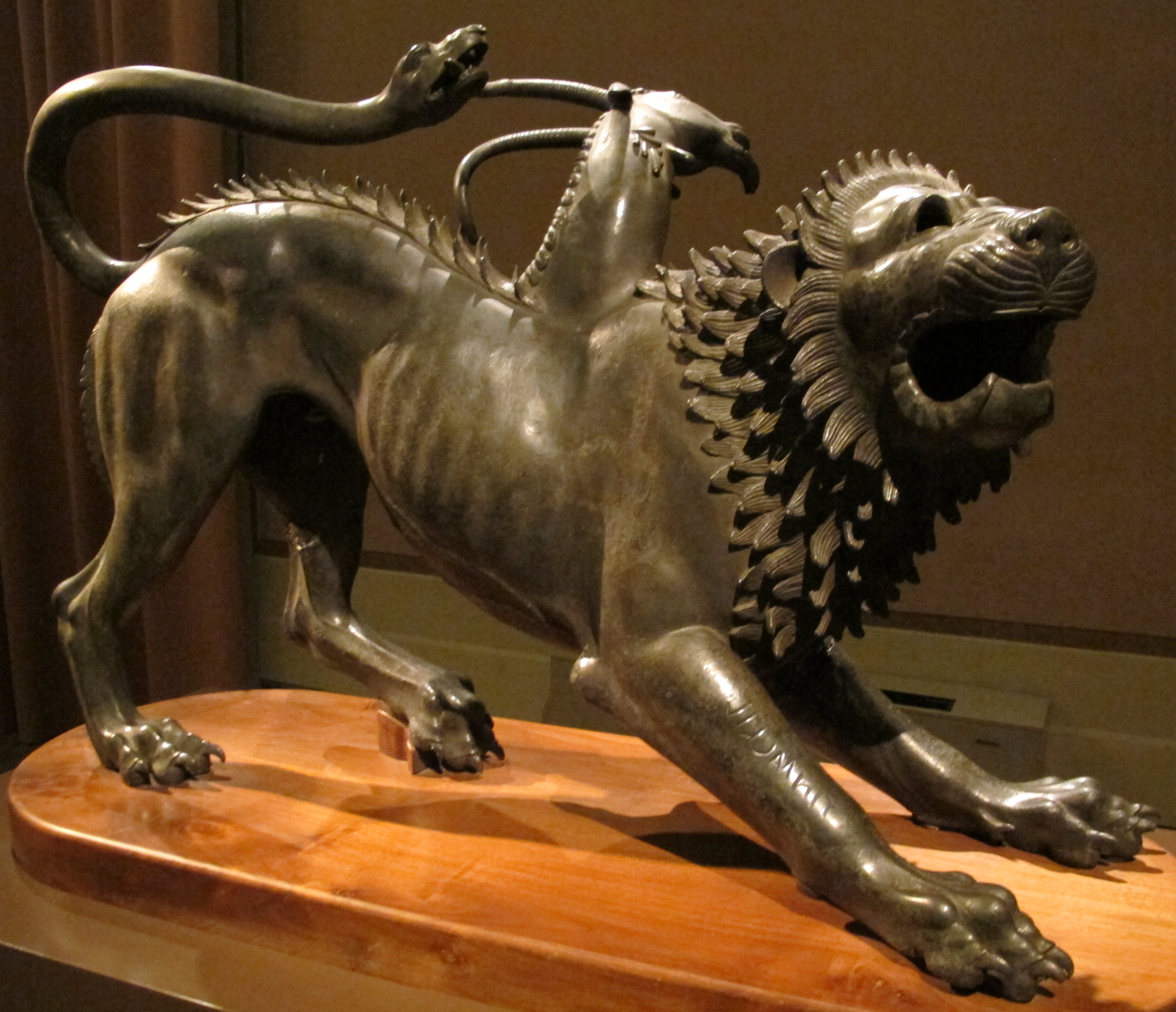
아레초의 키메라, 기원전 400년의 에트루리아 동상

에트루리아인 (라틴어: Tusci)들은 이 지역에 운송 시설을 세우고,  농업과 광업을 수행하며, 활발한 예술작품들을 생산할만큼 충분히 거대한 최초의 주요 문명을 만들어냈다. 에트루리아인들은 선사시대에 에트루리아라는 지역에서 살았다. 에트루리아 문명은 기원전 10세기부터 아르노강과 테베레강 사이에 지역들을 채워나가며 성장했고, 기원전 6, 7세기에 절정에 다달았으며, 결국에는 기원전 1세기 무렵에 로마인들에게 굴복한다. 동시대 그리스인들의 것과 관습과 풍습에서 뚜렷한 모습을 보였지만, 그리스 문화, 그 뒤로는 로마 문화가 에트루리아에 막대한 영향을 미쳤다. 에트루리아의 멸망에 대한 이유 중 하나는 로마인들로 인한 에트루리아 상류층들의 로마 문화 동화 등, 주변 문화권들을 향한 동화 급증이었다.

### 로마 시대
에트루리아를 흡수 (북쪽, 북동쪽, 동쪽, 남쪽으로는 조금)하자마자, 로마는 루카, 피사, 시에나, 피렌체 등을 세웠고, 토스카나 지역에 새로운 기술과 발전들을 전수했으며, 안정을 보장했다. 이 발전들에는 도로 연장, 송수로와 하수관 도입, 공공 및 사적 목적 건물 건설 등이 있다. 그러나 이 많은 건축물들음 날씨로 인한 풍화 작용으로 파괴되었다. 로마 공화정과 그 이후의 로마 제국의 서방에 있는 로마 문명이 5세기에 붕괴했고, 토스카나 지역은 동유럽과 중앙 아시아에서 로마 제국을 거쳐 이주한 고트족 (동쪽에서는 동고트족 서쪽에서는 서고트족) 같은 야만인들의 지배에 잠시 놓이기도 했으나, 그 뒤 유스티니아누스 재위 시절 동로마 제국 (시간이 흘러서는 비잔티움 제국)에게 재정복된다. 572년 이후 몇 년 뒤에, 롬바르드족들이 이곳에 도달했고 루카를 자신들의 투시아 수도로 삼았다.

### 중세 시대

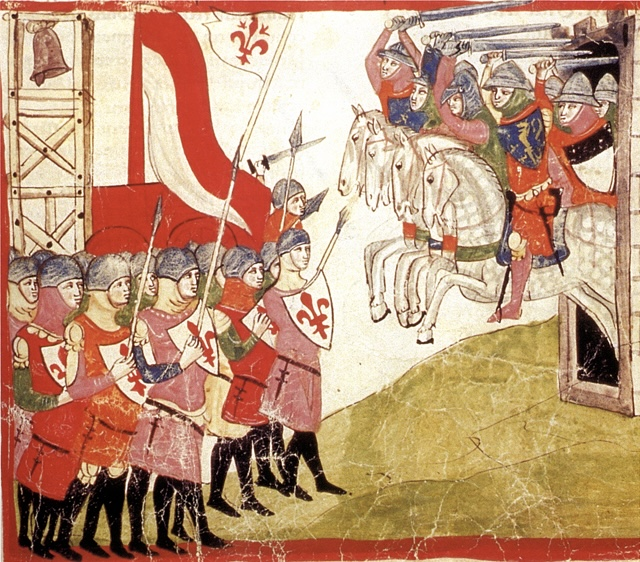
1260년 몬타페르티 전투

로마와 프랑스 사이 프란치제나 가도를 떠나 순례하는 순례자들은 중세 시대 동안 토스카나주에 부와 발전을 가져다 주었다. 여행객들이 필요로 하는 음식과 쉼터는 교회와 여관 주변 지역 사회 성장을 촉발시켰다. 12세기와 13세기 중부 이탈리아와 북부 이탈리아에서 교황령 또는 신성 로마 제국을 지지하는 세력들인 구엘프와 기벨린 간에 분쟁은 토스카나인들을 분열시켰다. 두 세력은 아레초, 피렌체, 루카, 피사, 시에나 등 몇몇 토스카나의 강력하고 부유한 중세 코무네들을 생기게 했다. 이 코무네 간의 세력 균형은 피사에겐 항구, 시에나에게는 은행업, 루카에겐 은행업과 비단 산업 등 이들이 지닌 자산으로 지켜졌다. 하지만 르네상스 시기 무렵에는, 피렌체가 토스카나의 문화적 중심지가 되었다.
피렌체를 지배하는 메디치 가문은 피렌체의 커가는 부와 힘의에서 이익을 취했다. 메디치 가문 출신 중 로렌초 데 메디치가 가장 유명한 메디치 가문 인물 중 한 명이었다. 그의 영향력에 대한 유산은 피렌체 미술품과 건축물들에 거대하게 표현되어 오늘날까지 확인할 수 있다. 그의 유명한 후손인 카트린 드 메디시스 (카테리나 데 메디치)는 1533년 프랑스의 왕자 앙리 (이후 앙리 2세)와 혼인했다.
흑사병이 1348년 토스카나를 강타하기 시작했다. 흑사병은 토스카나 인구의 70%를 앗아갔다. 멀리사 스넬 (Melissa Snell)에 의하면, "피렌체는 질병 발생 여섯 달에 인구 3분에 1을 잃었고, 1년 째에는 인구의 45%에서 75%를 잃었다."라고 한다. 1630년에 피렌체와 토스카나는 다시 한번 페스트의 공격을 받았다.

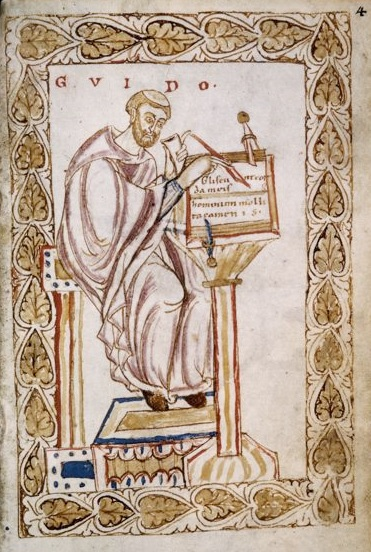
아레초의 구이도
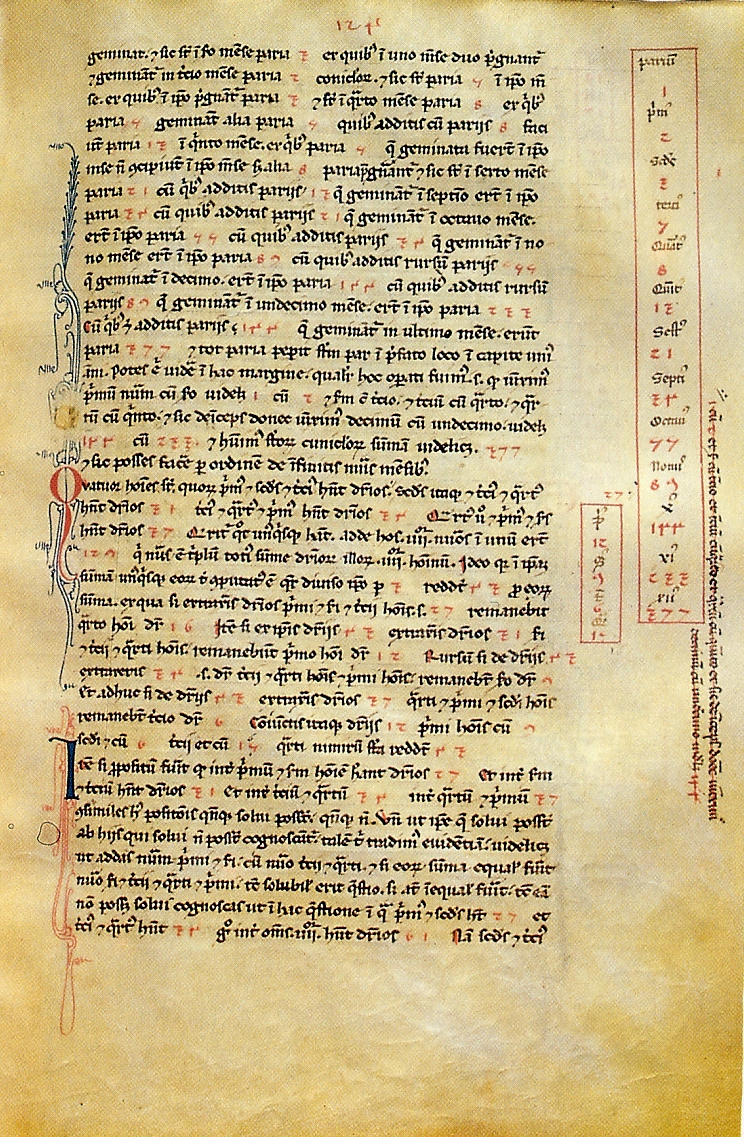
피보나치의 산술 교본 중 한 장 (1202)
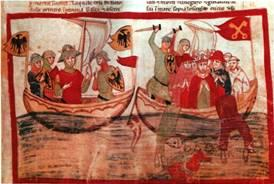
질리오 해전 (1241)
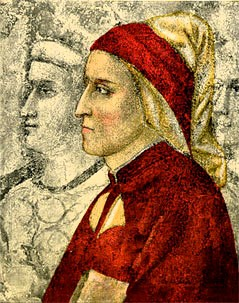
신곡의 저자 단테 알리기에리

### 르네상스 시대

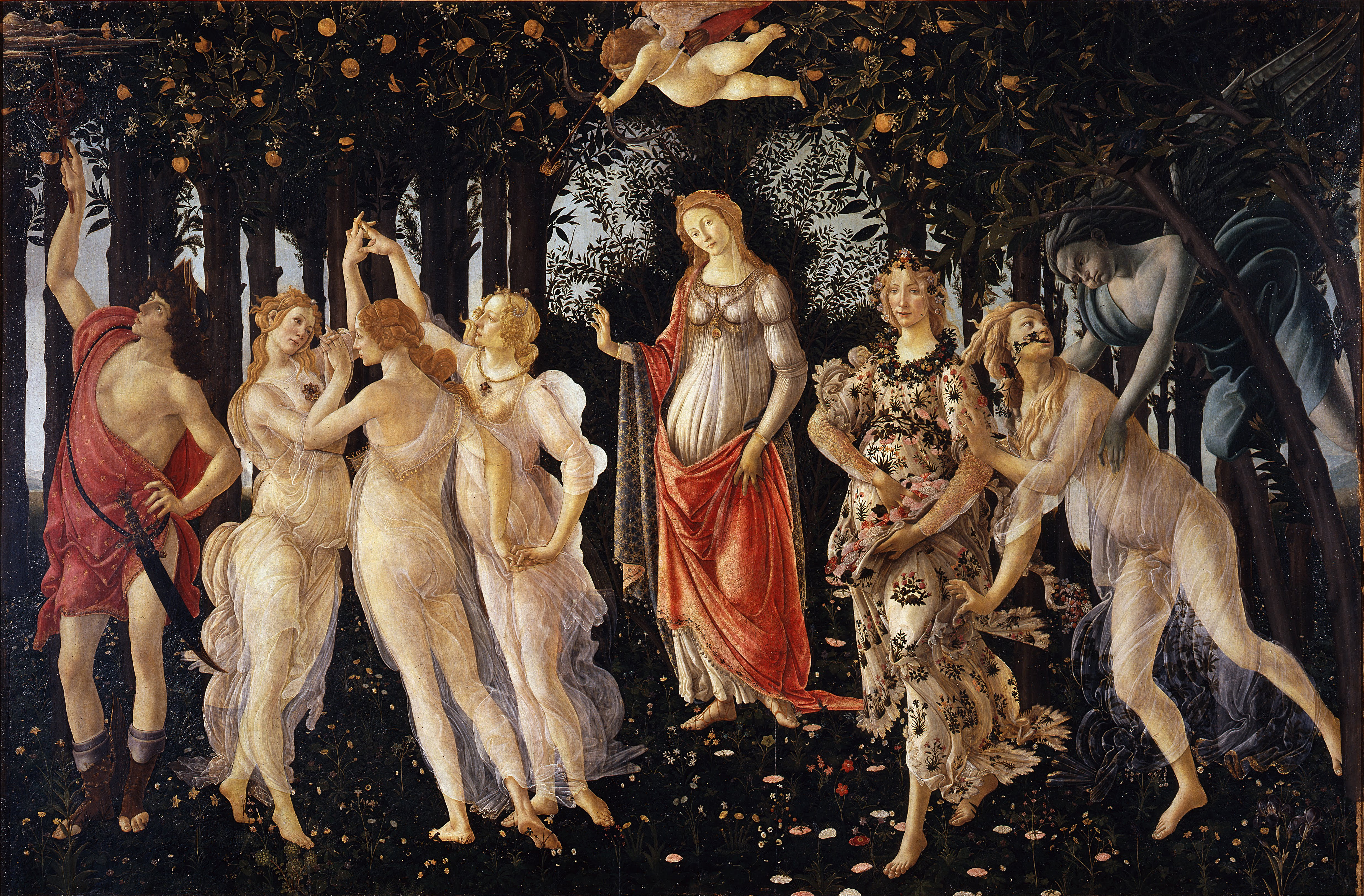
보티첼리의 봄 (1482)

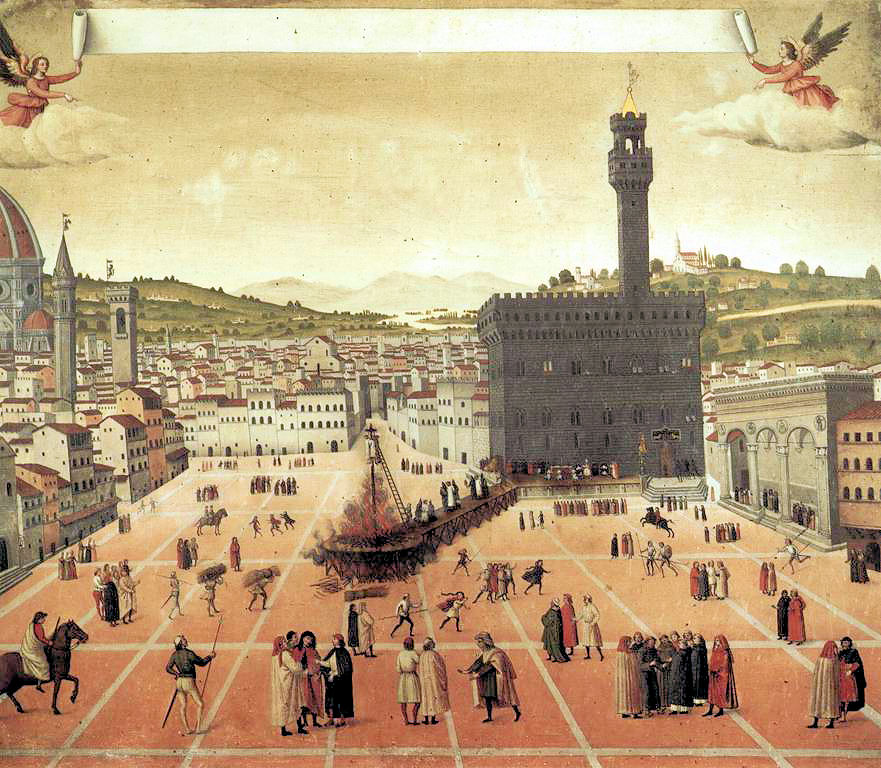
1498년 피렌체 시뇨리아 광장에서 매달려 화형당하는 지롤라모 사보나롤라 - 르네상스 시기 피렌체를 묘사한 그림

토스카나, 그중 피렌체는 특히 르네상스 발상지로 여겨진다. "토스카나"가 15세기에 비록 정치학적 실체성이라기보다는 언어적, 문화적, 지리학적 개념으로서 남게 되었지만, 피렌체는 1384년에 아레초 합병, 1405년 피사 매입 및 피사의 저항 진압 (1406년) 등을 통해 토스카나에서 영토를 늘렸다. 리보르노가 1421년에 피렌체에게 매입되어 항구가 돠었다.
핵심 도시 피렌체를 중심으로 하는, 피렌체 공화국은 1434년부터 점차 군주제가 돼가는 메디치 가문의 지배를 받았다. 코시모, 통풍 걸린 피에로, 로렌초, 불운한 피에로 등 초창기에는 공화국의 형태가 유지되었고 메디치 가문은 작위는 물론, 보통 공식적인 직위조차도 피렌체를 다스렸다. 이 초창기 메디치 가문 지배자들이  피렌체 르네상스를 관장했다. 처음에는 지롤라모 사보나롤라, 그뒤에는 피에로 소데리니가 공화국을 접수한, 1494년부터 1512년까지, 메디치 가문은 망명 생활을 하기도 했다. 조반니 데 메디치 추기경이 로마로 가서 교황 레오 10세가 되기 전, 1512년에 스페인군과 함께 피렌체를 다시 차지했다. 피렌체는 1527년까지 교황 대리들의 지배를 받다가 시민들이 다시 공화정을 선포하였고, 신성 로마 제국군과 스페인군의 포위 공격을 받은 후린 1530년에 다시 교황령에게 함락당한다. 이때 교황 클레멘스 7세와 카를 5세는 알레산드로 데 메디치를 최초의 피렌체 공식 세속 지배자로 임명시켰다.
시에나는 1555년까지 토스카나에 합병되지 않았고, 15세기 동안에 자긴들 고유의 보수적 특징과 함께, 문화적인 '시에나 르네상스'를 누렸다. 루카는 자신들의 의지로 토스카나 대공국의 일부가 된 1847년까지 독립적인 공화국을 유지했다. 피옴비노와 다른 전략상 중요 마을들도 스페인 지배하에 있던 작은  프레시디국을 구성했다.

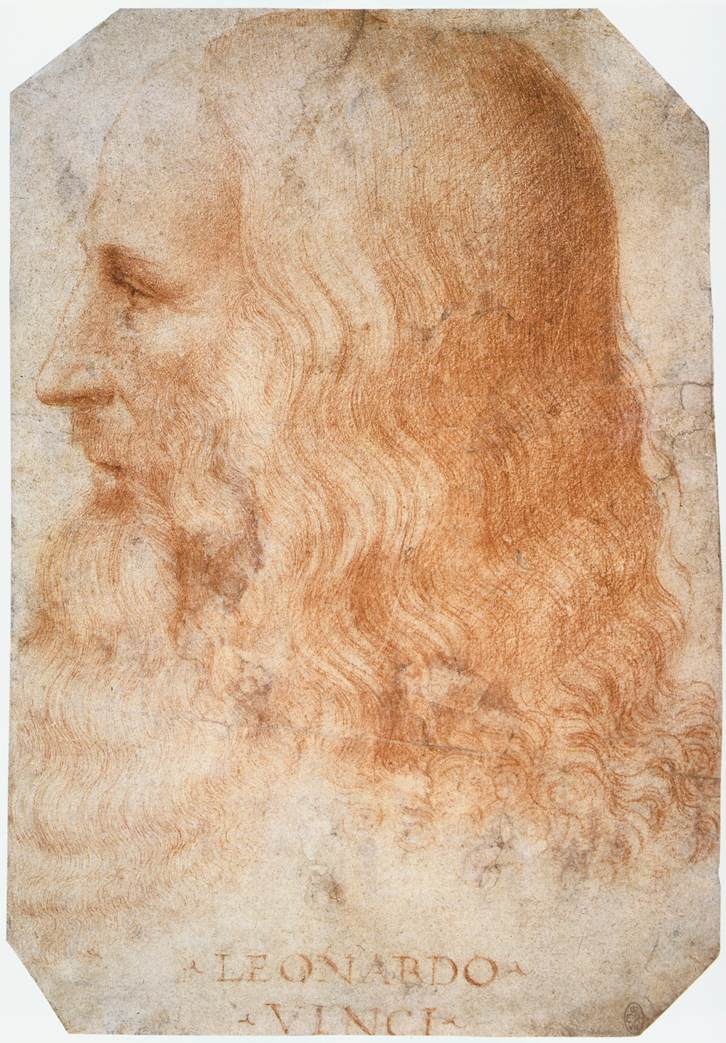
레오나르도 다 빈치
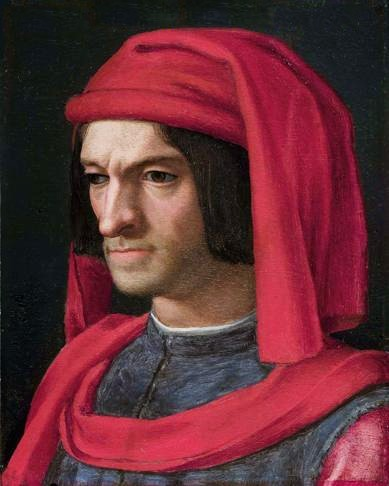
로렌초 데 메디치
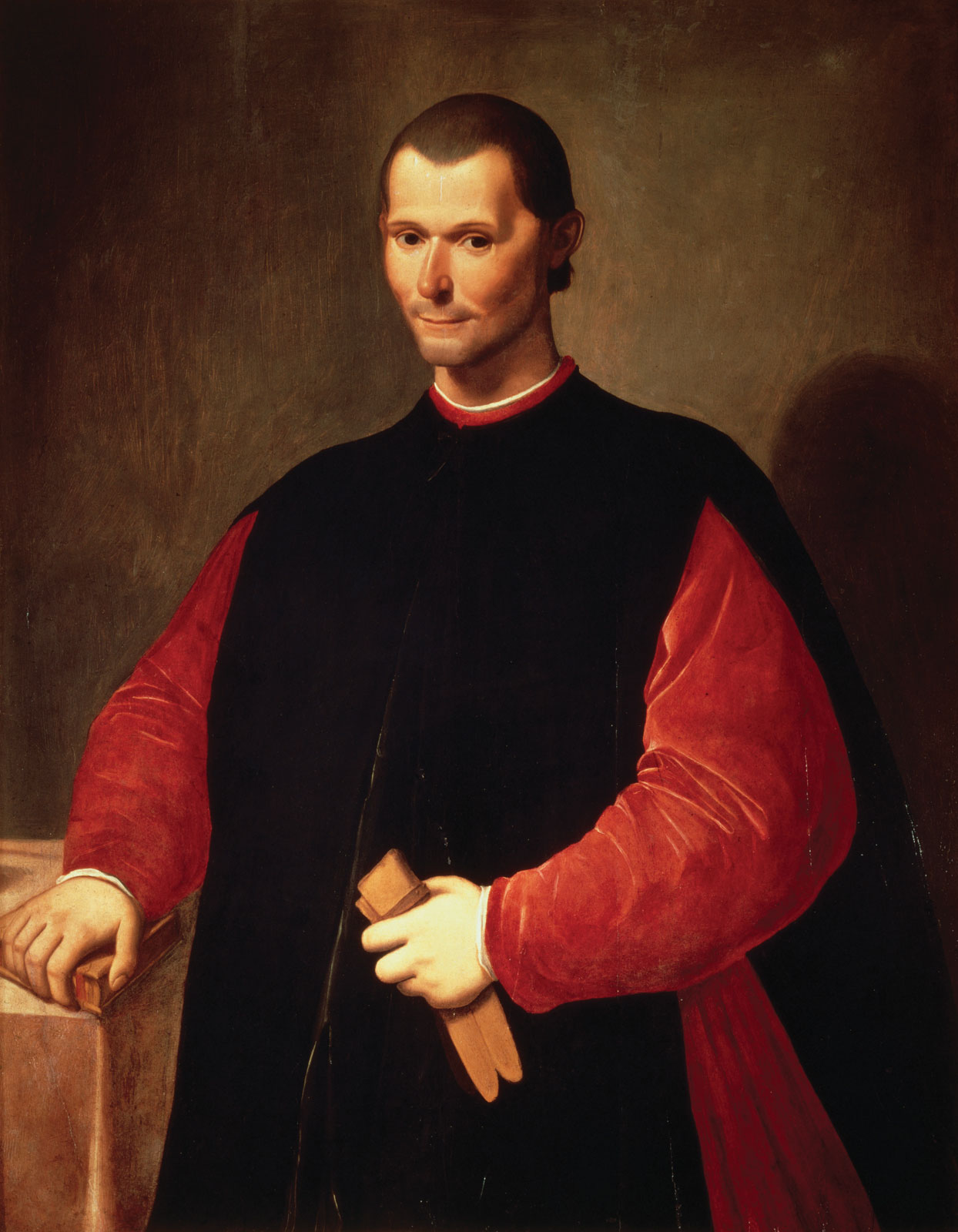
군주론의 저자 니콜로 마키아벨리
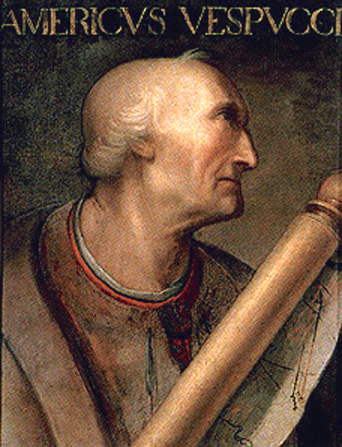
아메리고 베스푸치

### 근대에서 현대 시대

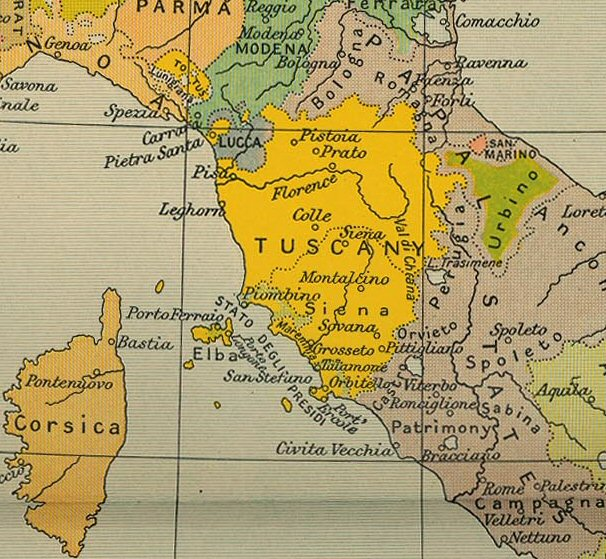
토스카나 대공국의 지도

16세기에 메디치 가문은 시에나 공화국을 합병했고, 토스카나 대공국을 세웠다. 메디차 가문은 잔 가스토네의 죽음으로, 1737년에 단절되었고, 토스카나는 로트링겐 공작 및 오스트리아 여제 마리아 테레지아의 남편인 프란츠 (프란체스코)에게 넘어갔고, 프란츠는 토스카나를 자신의 아들이 통치하게 둔다. 로레나 (로트링겐) 가문은 프랑스 제국에게 나라의 대부분이 합병당한 나폴레옹 시대를 제외한 1860년까지 토스카나를 다스렸다. 제2차 이탈리아 독립 전쟁 이후에 일어난 독립 혁명이 최후의 토스카나 대공을 몰아냈고, 국민 투표를 걸쳐, 토스카나는 신생 이탈리아 왕국의 일부가 되었다. 1864년에서 1870년까지 피렌체은 이탈리아 왕국의 두 번째 수도가 되었다.
베니토 무솔리니치하에서, 토스카나는 디노 페로네 캄파니 (피렌체), 코스탄초 및 갈레아초 차노 (리보르노) 같은 지역 파시스트 지도자들의 통치하에 놓였다. 무솔리니 몰락과 1943년 9월 8일 휴전 접정으로, 토스카나는 나치의 지배를 받는 이탈리아 사회공화국의 영토가 되었으며, 1944년 여름 영국-미국 연합군에게 토스카나 전체의 대부분이 점령된다. 이탈리아 사회공화국이 무너지고, 이탈리아 왕국에서 오늘날의 이탈리아 공화국으로 바뀐 뒤에 토스카나는 다시 한번 이탈리아의 문화 중심지로 번성했다. 1975년 자치가 실시된 후, 토스카나는 중도좌파 정부가 계속 집권하고 있다.

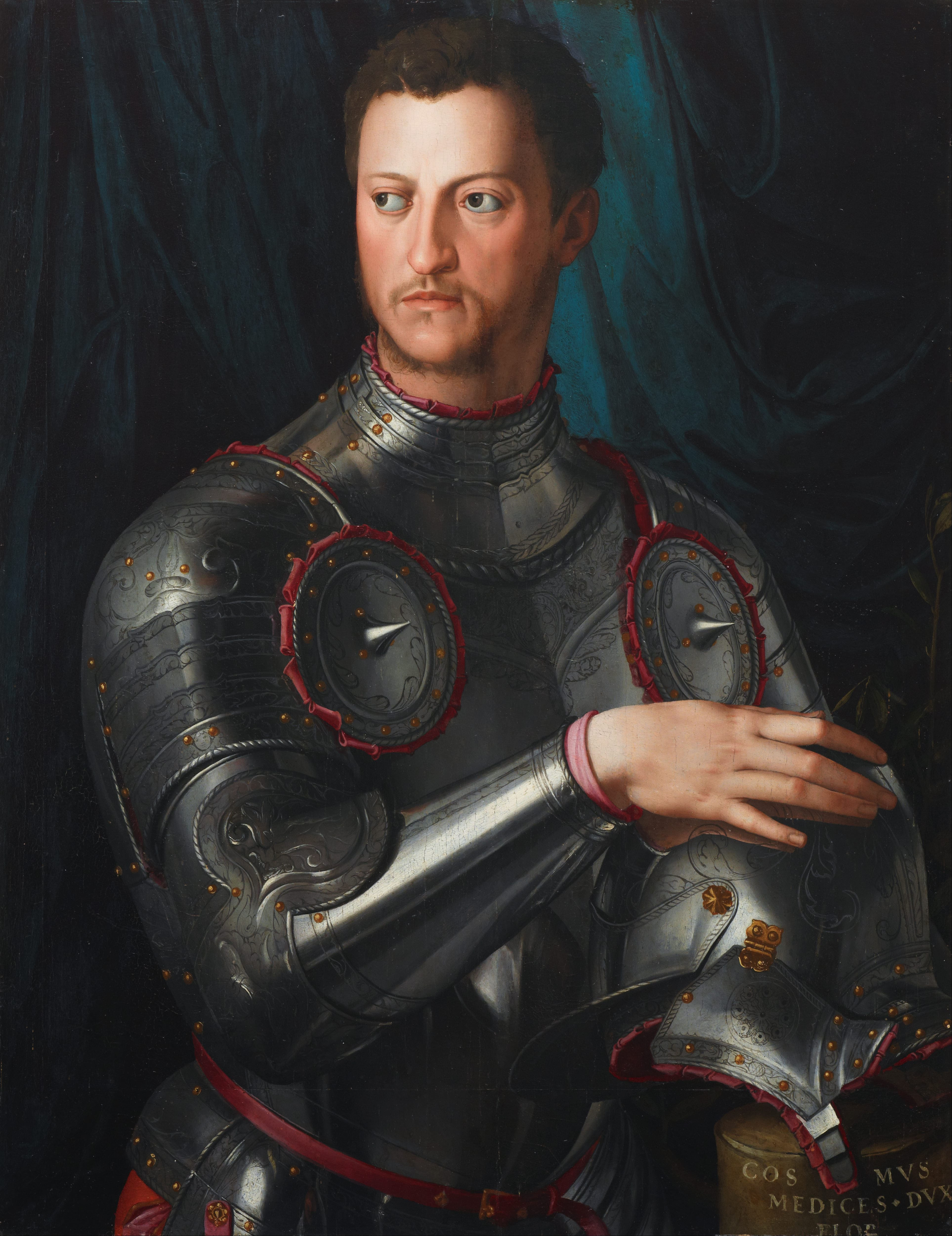
초대 토스카나 대공작 코시모 1세 데 메디치
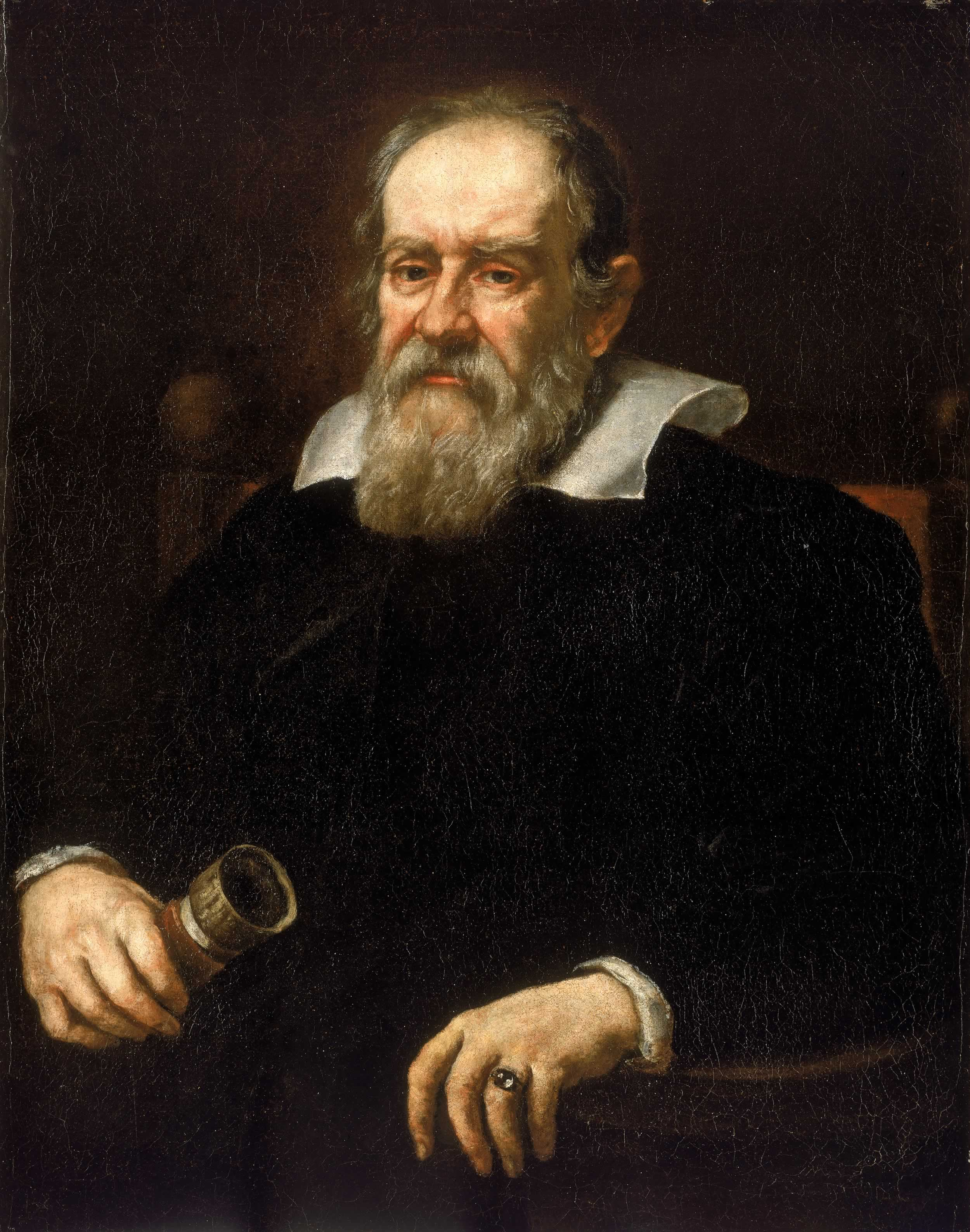
갈릴레오 갈릴레이
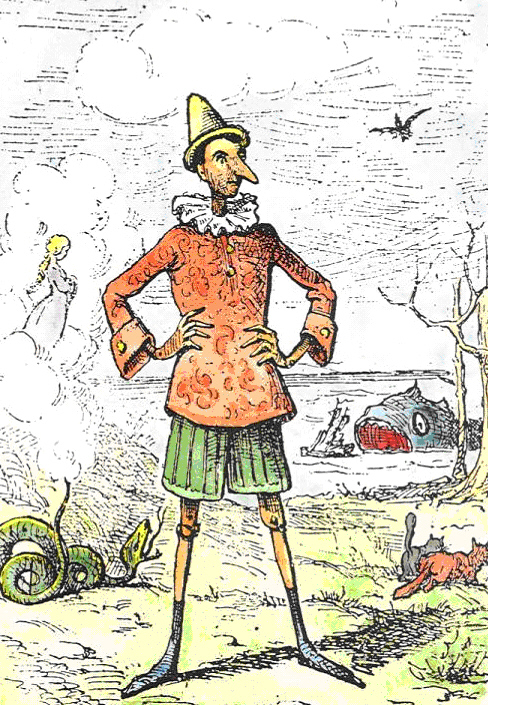
카를로 콜로디가 창작한 피노키오 (1883)
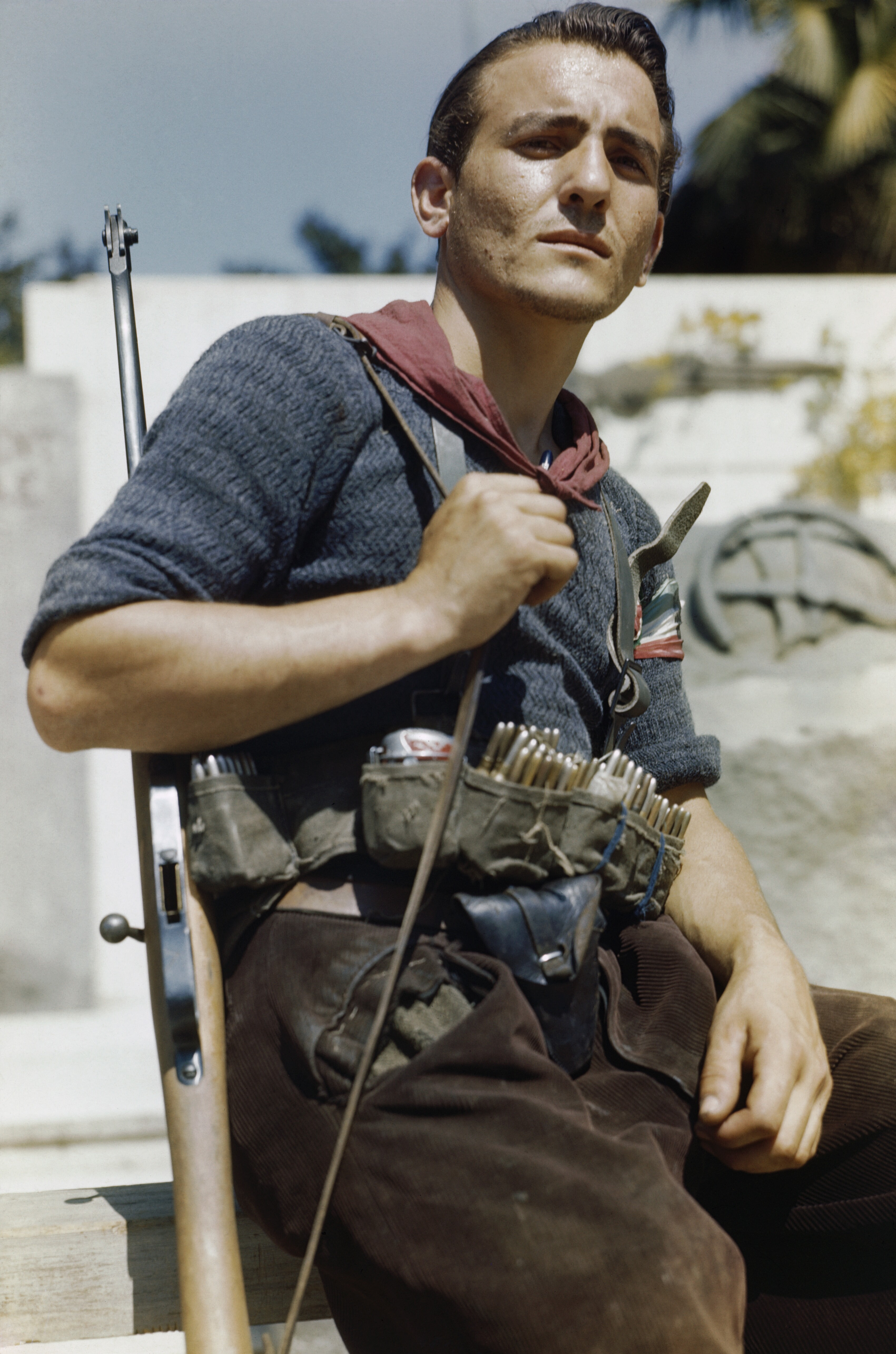
피렌체의 이탈리아 파르티잔 (1944년 8월)

## 문화
토스카나는 지역 내 교회, 궁전, 미술관, 박물관, 마을, 광장 등에 표현된, 막대한 문화적이고 예술적인 유산들을 갖고 있다. 이 예술품들의 다수는 피렌체와 시에나같이 주요 도시들에서 볼 수 있지만, 산지미냐노같이 지역 일대로 흩어져있는 작은 마을들에서도 찾아볼 수 있다.

### 미술

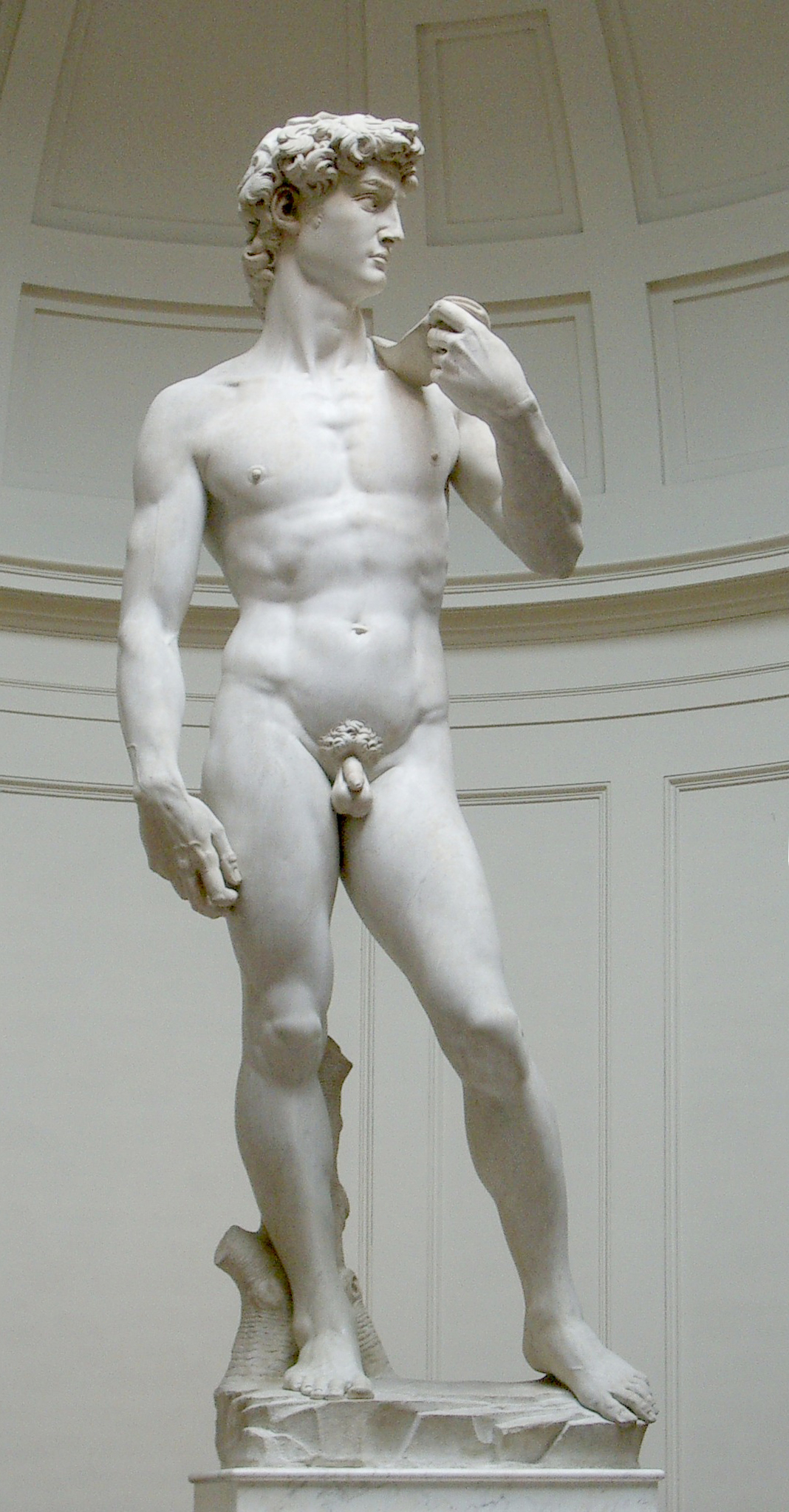
미켈란젤로의 다비드

토스카나는 독특한 예술적 유산을 지녔고, 피렌체는 전세계에서 가장 중요한 수채화 중심지 중 한 곳으로, 이러한 이유로 토스카나는 "이탈리아의 예술의 궁전"이라는 종종 별칭이 붙는다 (토스카나는 세계적으로 르네상스 미술과 건축의 가장 큰 집합물이라고도 여겨진다). 이탈리아 회화의 아버지들인 치마부에와 조토들뿐만 아니라 아르놀포와 안드레아 피사노 같은 화가들, 건축과 조각 분야의 개혁가 브루넬레스키와 도나텔로, 마사초, 르네상스의 선구자들인 기베르티와 델라 로비아, 필리포 리피, 안젤리코, 보티첼리, 파올로 우첼로, 그리고 박식가들인 레오나르도 다 빈치와 미켈란젤로 등은 피렌체와 토스카나에서 거주했다.
토스카나는 많은 세계적으로 아주 귀중한 예술품들을 소장한 다양한 박물관과 미술관들이 있다. 보티첼리의 비너스의 탄생을 소장한 우피치 미술관, 피티 궁전, 바르젤로 미술관들을 포함한 미술관 및 박물관들이 유명하다. 토스카의 많은 프레스코화, 조각품, 그림들은 피렌체 대성당, 시에나 대성당, 피사 대성당 및 산지미냐노 참사회성당 같은 많은 교회와 대성당들에서 소장하고 있다.

### 화파

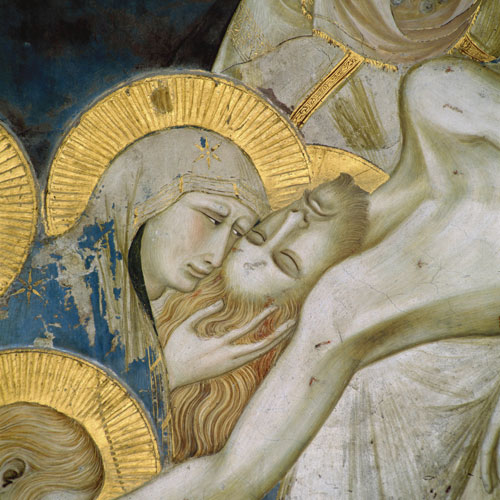
피에트로 로렌체티가 그린 시에나 화파의 그림

중세와 르네상스 시기에 피렌체 화파, 시에나 화파, 피사 화파, 루카 화파라는, 서로 경쟁 상대에 있었던 네 개의 주요 토스카나 화파가 있었다.
- 피렌체 화파는 크게는 조토 디 본도네의 작품을 통해, 14세기에 형성된 사실주의 방식의 영향을 받아 발전하여, 15세기에 주도적인 화파가 된 예술가들을 일컫는다. 피렌체 화파의 유명한 예술가들 중 일부로 브루넬레스키, 도나텔로, 프라 안젤리코, 미켈란젤로, 보티첼리, 리피, 마솔리노, 마사초 등이 있다.
- 시에나 화파는 13-15세기 사이 시에나에서 번성했고 한때 피렌체 화파와 라이벌이었다. 시에나 화파는 보수적인 측면이 강하여, 후기 고딕 예술의 장식미와 우아미에 초점을 둔다. 가장 대표적인 예시들로 비잔틴 예술의 영향을 보여주는 작품들을 지닌 두초와 그의 제자들인 시모네 마르티니, 피에트로와 암브로조 로렌체티, 도메니코와 타데오 디 바르톨로, 사세타와 마테도 디 조반니 등이 있다. 사실주의적인 피엔체 미술계와 달리, 시에나에는 비율에 중점을 덜 두는 것과 함께, 기적적인 사건, 시공간의 왜곡에 보통 집중하고, 잦은 비현실적인 채색으로 특징지어지는 신비주의적 경향이 있다. 16세기에 마니에리즘 계열의 베카푸미와 일 소도마도 시에나에서 활동했다. 발다사레 페루치는 시에나에서 태어나 미술을 익혔지만, 그의 주요 작품들과 기법들에는 로마에서 보낸 그의 긴 경력을 반영한다. 16세기에 시에나가 경제적, 정치적으로 쇠퇴하였고, 피렌체에게 결국엔 복속당하여, 시에나 화파의 발전이 크게 제한되었지만, 이것은 교회와 공공 시설들에 있는 많은 시에나 화파 작품들이 새로운 그림이나 재건축으로 인하여 폐기되거나 버려지지 않는다는 것을 의미하기도 했다. 시에나는 이탈리아의 중세 말기 모습을 놀라울 정도로 잘 보존하고 있다.
- 루카 화파는 피사-루카 화파라고도 알려져 있으며, 11-12세기에 볼테라를 중심으로 토스카나 남쪽과 서쪽에서 유행한 회화 및 조각 화파이다. 이들 화파의 활동가들은 대부분이 알려져 있지 않다. 피렌체 화파만큼 우아하거나 장식미가 있지는 않지만, 루카 화파는 기념비등으로 유명하다.

#### 주요 미술 중심지

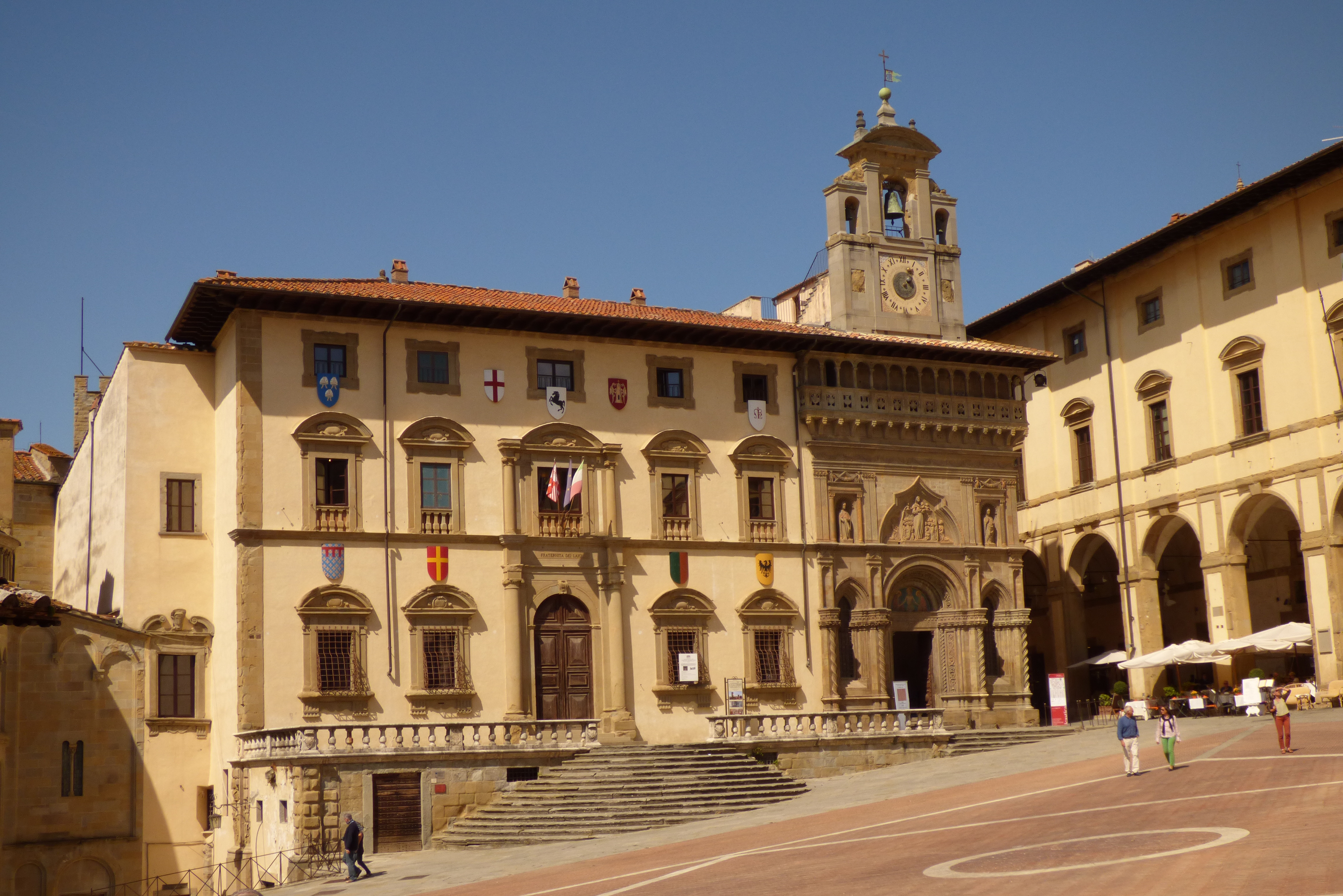
아레초

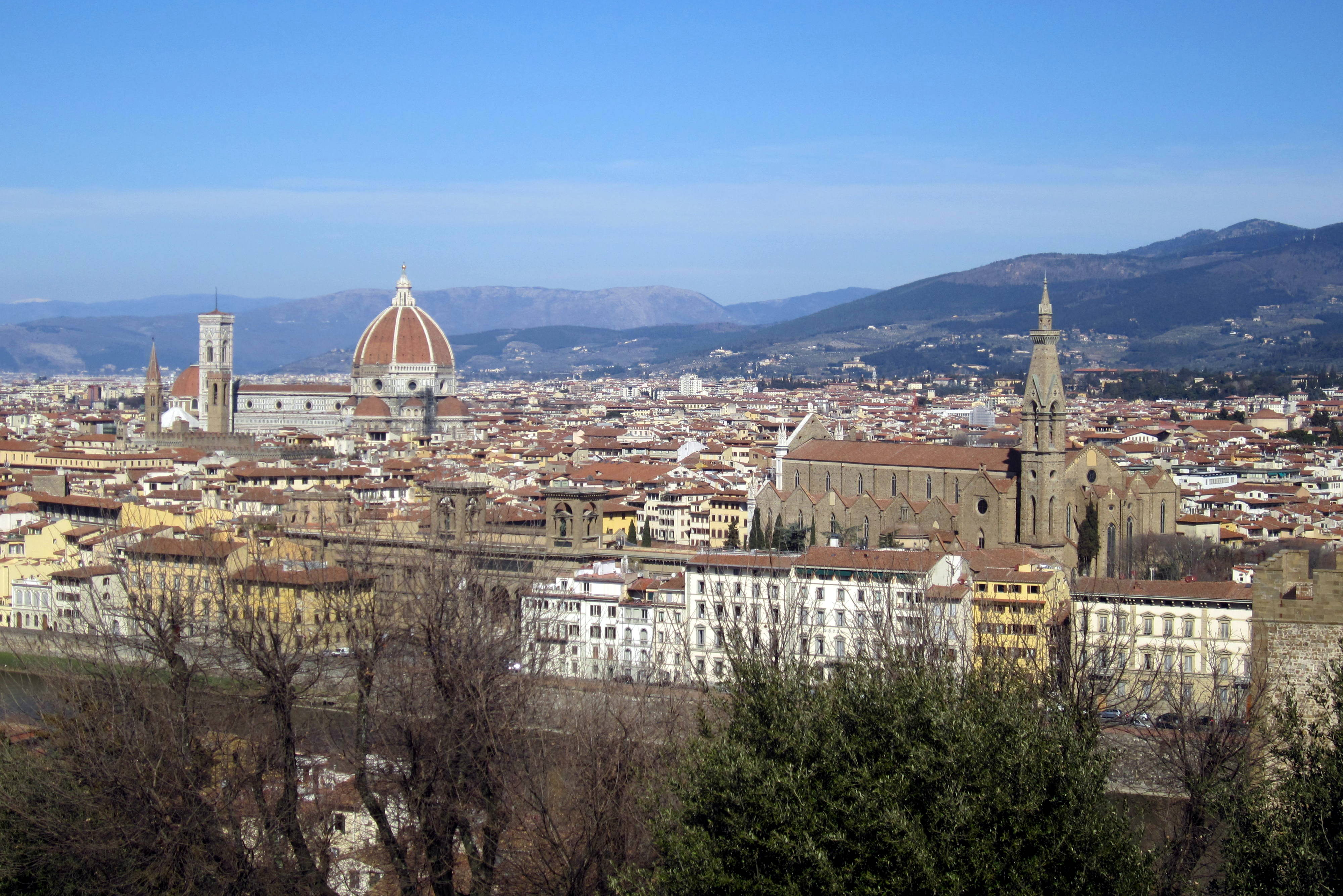
피렌체

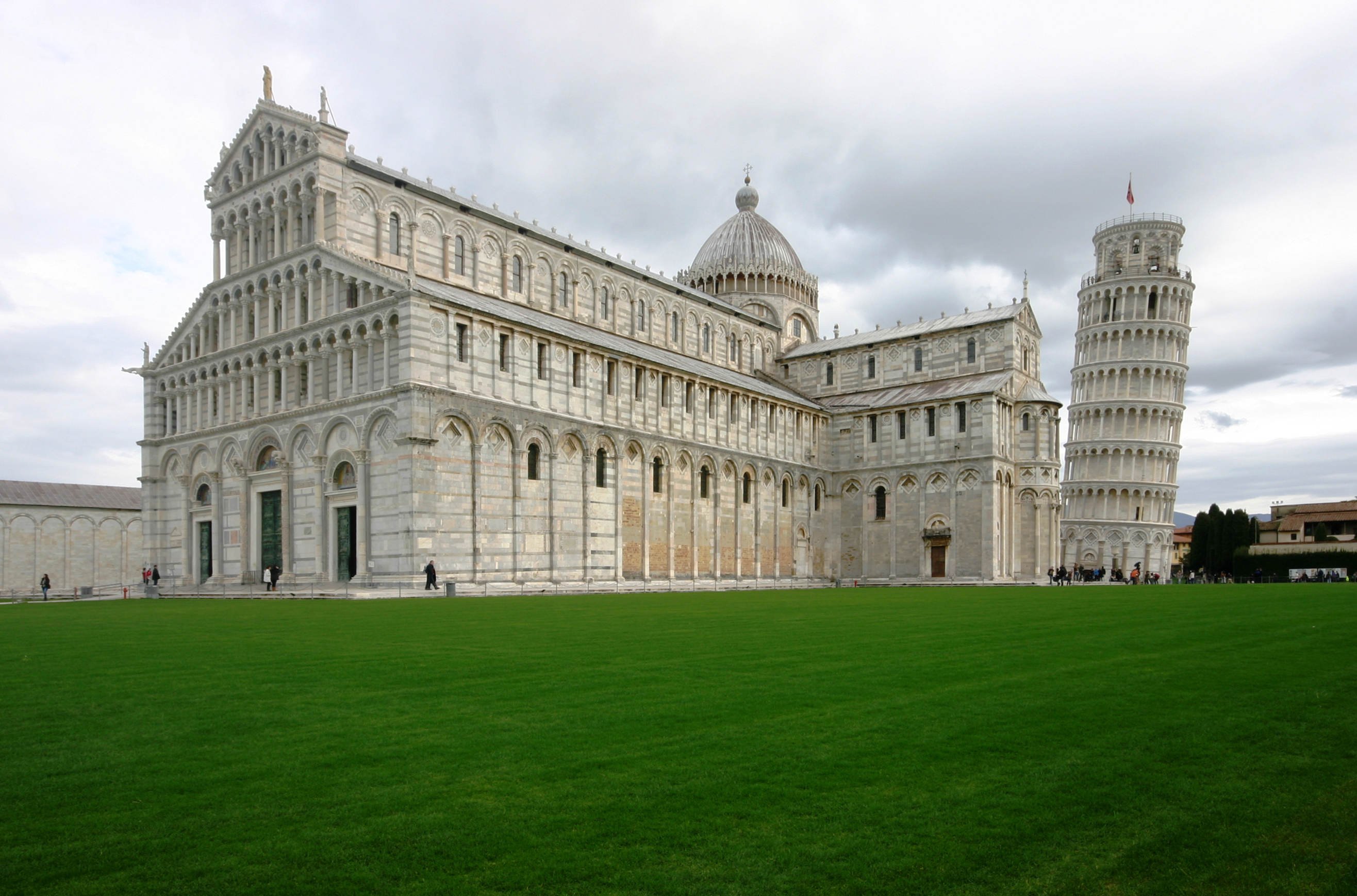
피사

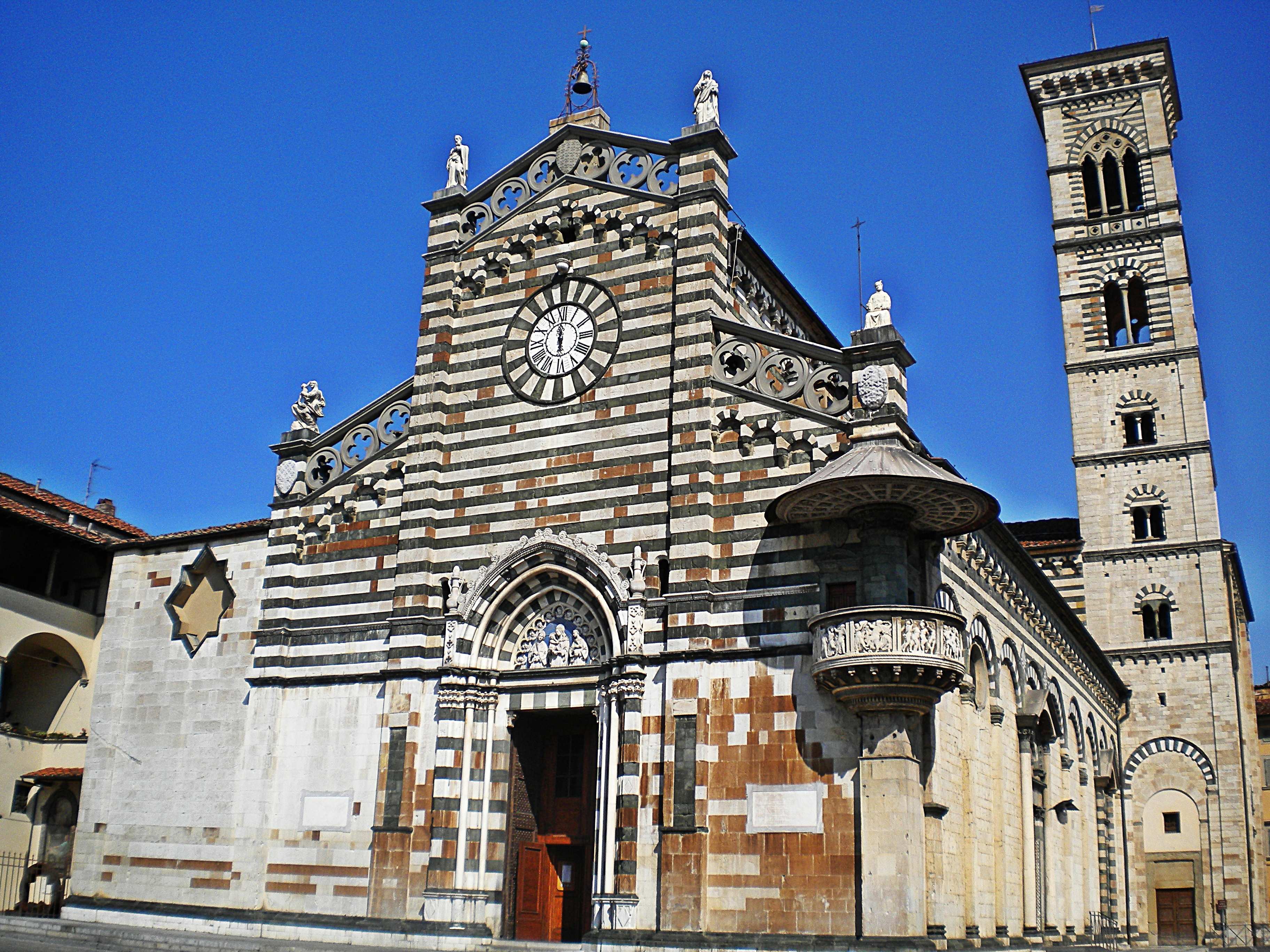
프라토

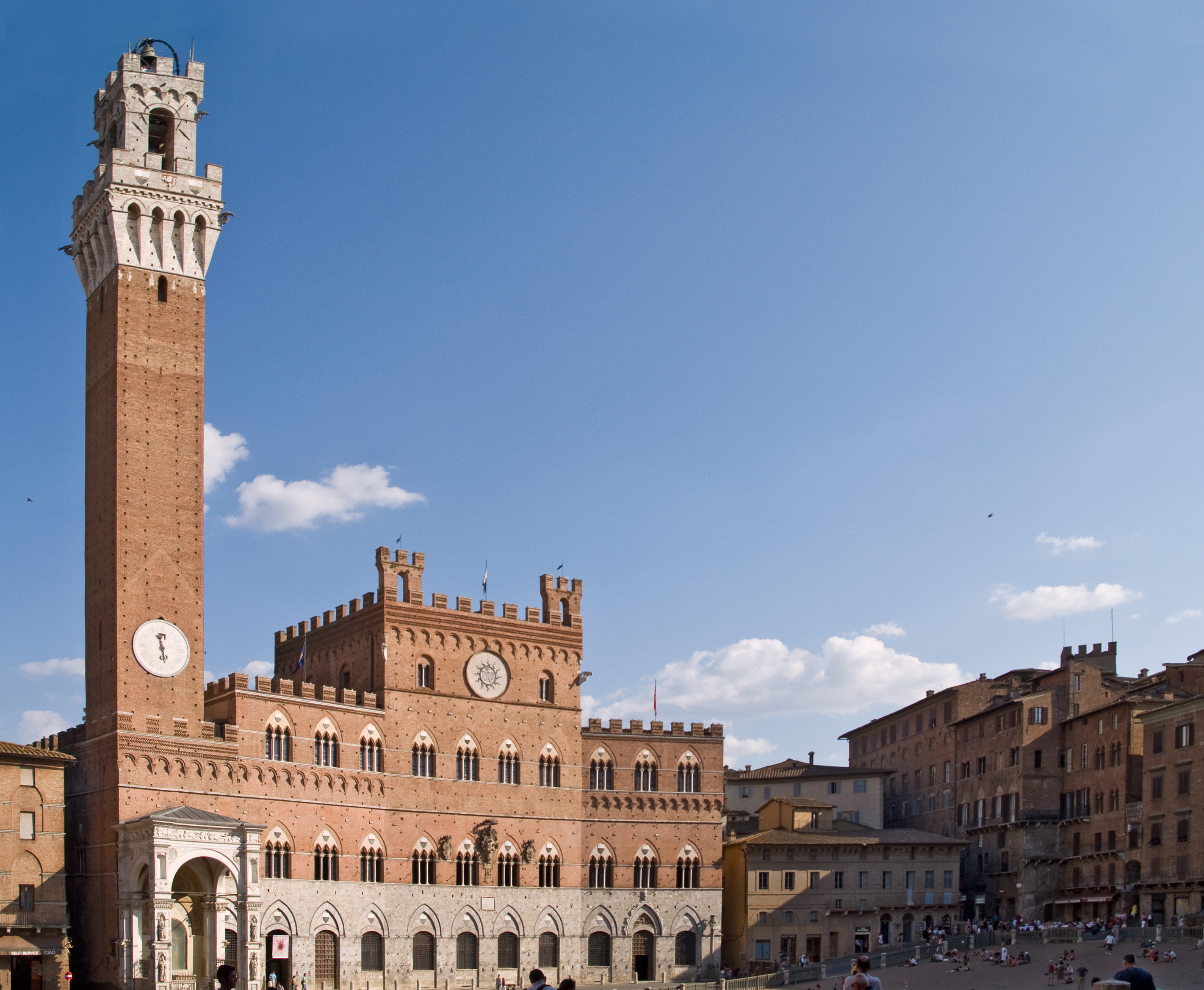
시에나

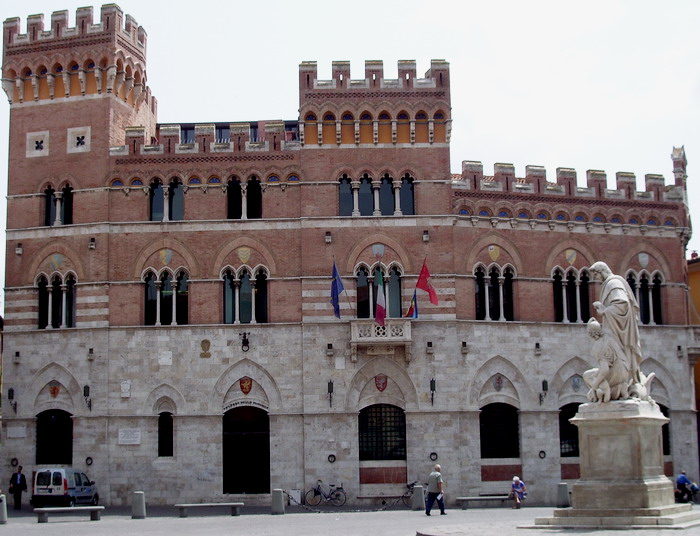
그로세토

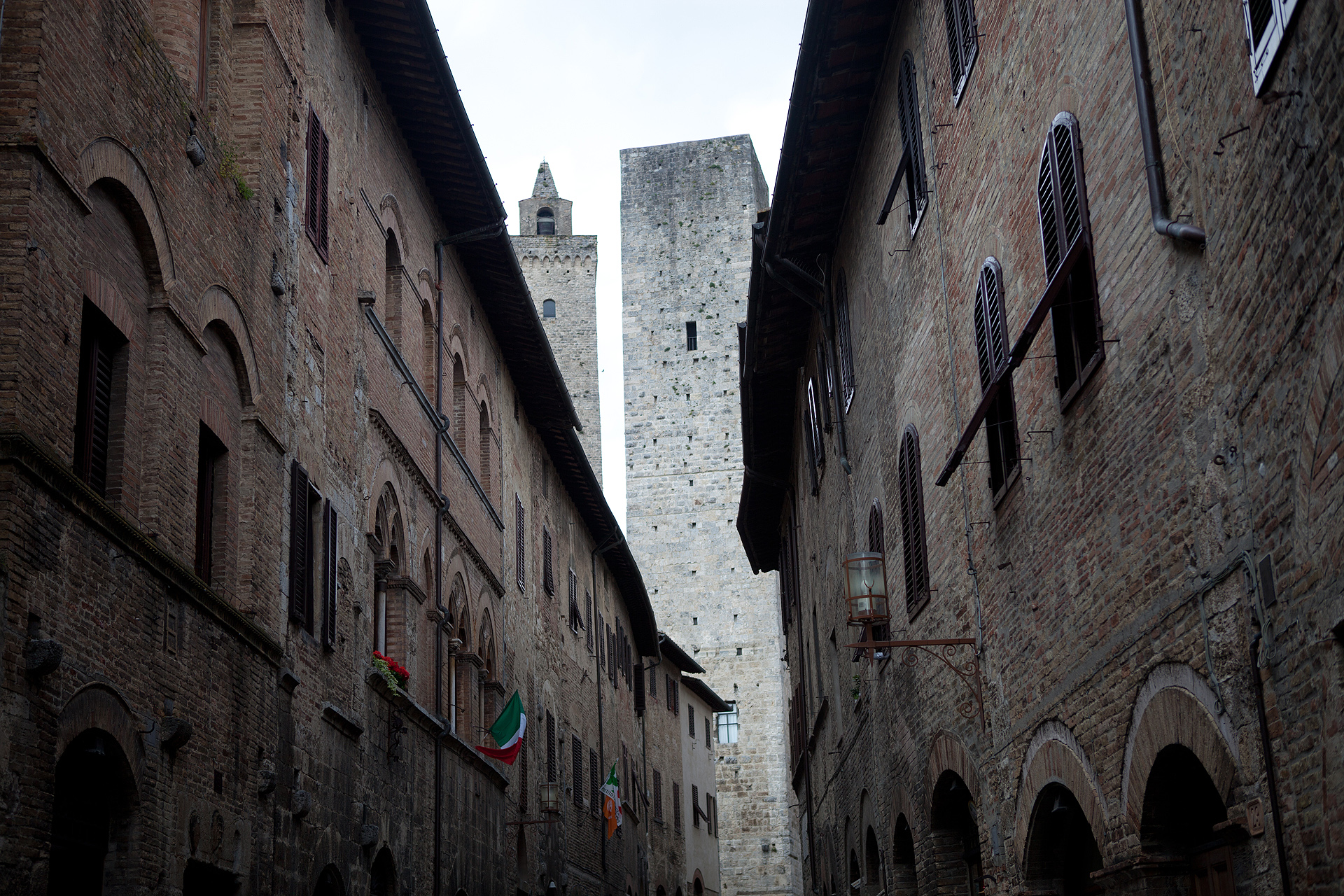
산지미냐노

아레초현:
- 아레초
- 카스틸리온피오렌티노
- 코르토나
- 루치냐노
- 포피
- 산세폴크로

피렌체현:
- 피렌체
- 피에솔레
- 체르탈도

그로세토현:
- 그로세토
- 마사마리티마
- 오르베텔로
- 피틸리아노
- 로셀레
- 소라노
- 소바나

리보르노현:
- 캄필리아마리티마
- 리보르노
- 비보나
- 볼게리
- 피옴비노
- 산빈첸초
- 포풀로니아
- 수베레토

루카현:
- 바르가
- 카스텔누오보디가르파냐나
- 카스틸리오네디가르파냐나
- 루카
- 피에트라산타
- 빌라바실리카

마사에카라라현:
- 마사
- 폰트레몰리
- 피비차노

+ 포스디노보
피사현:
- 피사
- 산미니아토
- 볼테라
- 비코피사노

프라토현:
- 카르미냐노
- 포조아카이아노
- 프라토

피스토이아현:
- 페시아
- 피스토이아

시에나현:
- 콜레디발델사
- 피엔차
- 몬테풀차노
- 몬탈치노
- 산지미냐노
- 시에나

### 언어
표준 이탈리아어와는 다른, 토스카나 억양 (dialetto toscano)은 토스카나에서 사용된다. 이탈리아어는 토스카나어의 "문어체"를 기반으로 했다. 토스카나어는 단테 알리기에리, 페트라르카, 조반니 보카치오, 니콜로 마키아벨리, 프란체스코 구이차르디니의 걸작들 덕에 모든 이탈리아인들의 문화 언어가 되었다. 시간이 흘러 토스카나어는 이탈리아계 국가들 및 이탈리아 왕국 성립 후, 이탈리아 왕국의 공식 언어가 되었다.

### 음악

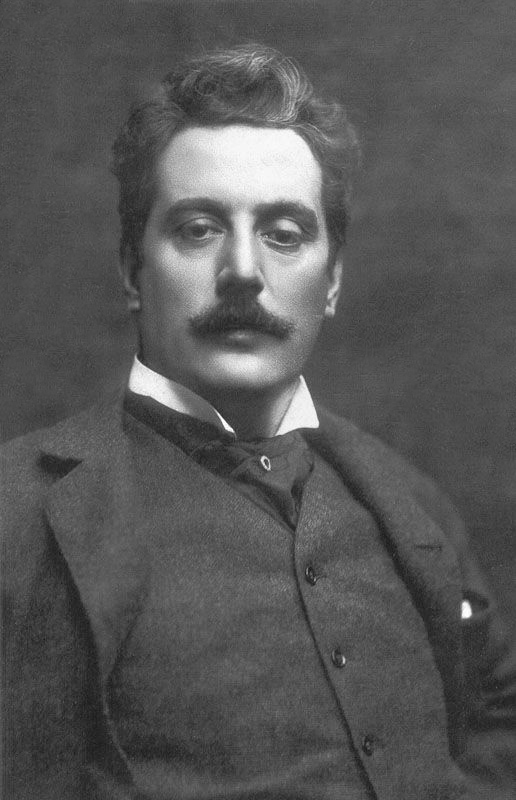
자코모 푸치니

토스카나는 풍부하고 오래된 현대적인 음악 전통을 지녔으며, 자코모 푸치니와 피에트로 마스카니 등의 여러 작곡가들과 음악가들을 배출해냈다. 피렌체는 토스카나의 주요 음악 중심지로, 많은 서구 음악 전통의 심장이기도 했었다. 16세기 중반 피렌체에서 피렌체의 카메라타가 결성되어, 그리스 신화 이야기들을 음악과 무대로 옮기는 실험을 했고, 최초의 오페라를 만들어냈으며, 오페라 형식의 발전  더욱 촉진시키는 한편  교향곡 같은 독립된 "고전" 형태의 발전도 촉진시켰다.
토스카나에는 여러 음악 중심지들이 있었다. 아레초는 현대의 기보법과 음계의 음조를 명명하는 도레미 체계를 발명해낸 11세기의 수도사 귀도 다레초의 이름으로 영원히 지워지지 않게 연관되어 있고, 루카는 자코모 푸치치라는 이탈리아 최고의 낭만주의 작곡가를 배출해냈으며, 시에나는 Siena Music Week과 Alfredo Casella International Composition Competition같이 오늘날에는 음악 활동을 후원하는 단체인, 키자나 음악원으로 유명하다. 토스카나에 있는 다른 중요 음악 중심지에는 리보르노, 피사, 그로세토 등이 있다.

### 문학

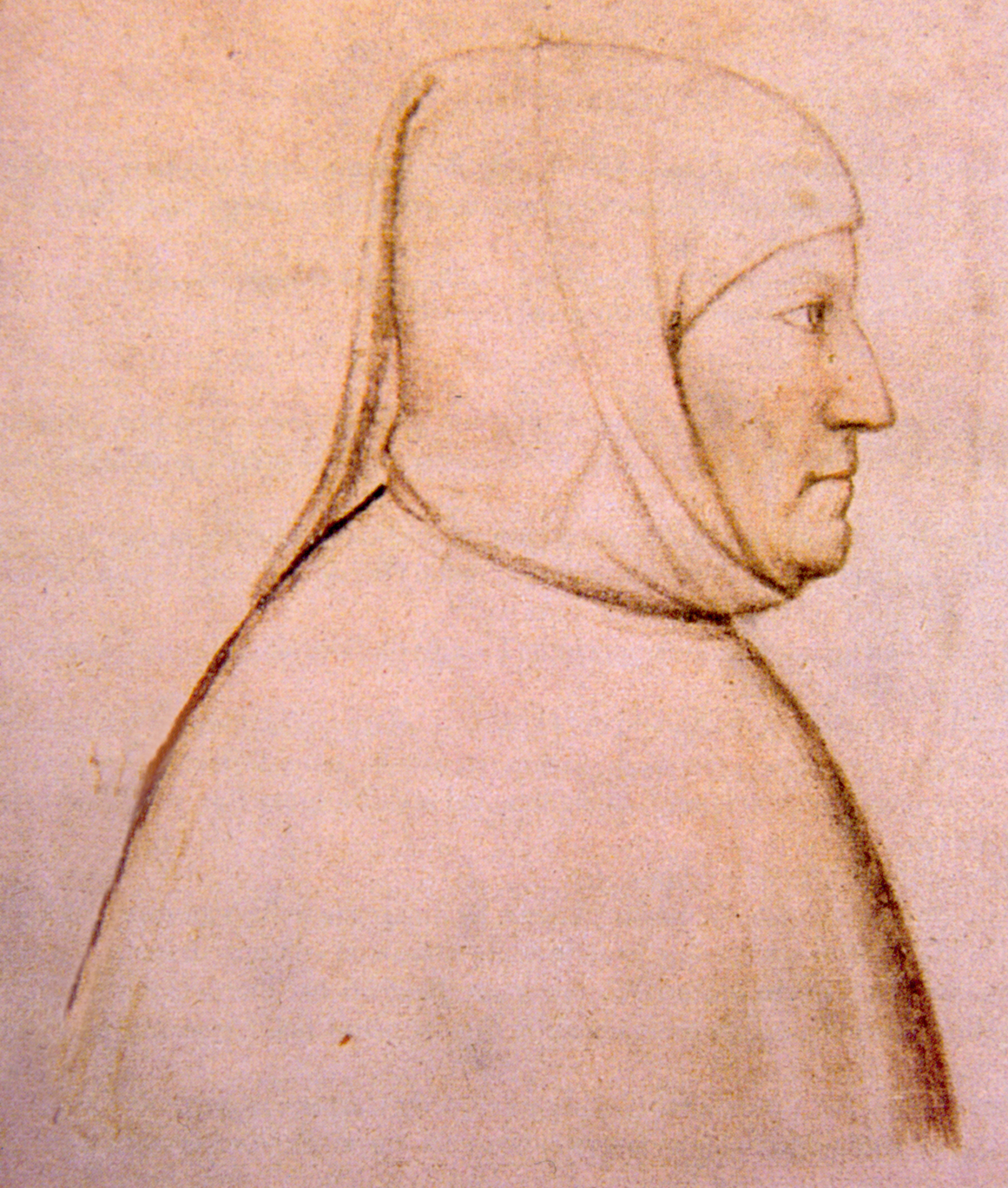
토스카나 출신 시인이자 문인 페트라르카

토스카나에는 주로 잘 알려진 피렌체 출신 작가 단테 알리기에리같이, 몇몇 유명 작가들과 시인들이 있다. 토스카나의 문학은 특히 13세기와 르네상스 때 번성했다.
토스카나에선, 특히 중세 시대에는 대중 사랑시라는 것이 존재했다. 시칠리아의 모방주의 문파들은 단테 다 마이아노가 이끌었지만, 피렌체의 문학 기원은 인 해학적이고 풍자하는 시라는 다른 길을 걸었다. 피렌체 정부의 민주주의 형태는 중세의 신비주의적이고 기사도적인 스타일에 강하게 반대되는 시의 스타일을 만들어냈다. 회랑과 성에서 나온 신이나 성모에 대한 독실한 기도, 도시들의 거리에 존재했었던 모든 것들은 우습거나 신랄한 풍자로 다루어 졌다. 폴고레 다 산지미냐노는 자신의 소네트에서 자신이 1년에 매달의 일들을 시에나 젊은이들과 이야기하거나, 일주일에 매일의 즐거움을 피렌체 젊은이들에게 가르치던 때에 웃었다. 첸네 델라 키타라 ( Cenne della Chitarra)는 자신이 폴고레의 소네트를 패러디할 때 웃었다. 우리가 아는 가장 오래된 유머주의 시인이자, 프랑수아 라블레와 미셸 드 몽테뉴의 먼 선구자인 시에나의 체코 안졸리에리의 작품의 절반이 웃기고 풍자적인 것처럼, 루스티코 디 필리포의 (Rustico di Filippo)의 소네트들은 절반은 웃기고 절반은 풍자들이었다.
또다른 시의 유형이 토스카나에서 시작이 되기도 했다. 귀토네 다레초 (Guittone d'Arezzo)는 국가주의를 자극하기 위한 기사도와 프로방스 형식과 라틴어 형식을 버렸다. 그의 작품은 모호했으나, 정치 시를 시도했고, 볼로냐 문파의 길을 다졌다. 볼로냐는 과학의 도시였고, 철학적인 시가 그곳에서 나타났다. 귀도 귀니첼리는 새로운 예술 유행이 끝난 이후에 나타난 시인이었다. 그의 작품에서 기사도에 한 생각들은 변화되고 확장되었는데, 계급에 상관없이 순수한 마음을 지닌 자들만이 진정한 사랑의 축복을 받을 수 있다는 것이었다. 그는 사랑이 소수의 선택받은 기사들과 공주들만이 가질 수 있는 미묘한 철학이라는 전통적인 궁정연애의 신조를 논파했다. 사랑이란 사랑이 이뤄졌을 때, 사랑이 두 영혼 간에 물질적인 끌림이 아닌 영적인 결과물이라는 알게 되었을 때 기사들을 눈멀게하지만 선한 마음을 지닌 자들에게는 그렇지 않다라는 것이었다. 귀니첼리의 민주주의적인 관점은 중북부의 도시국가에서 누리는 커다란 평등과 자유 그리고 여전히 존경과 찬사의 대상이지만 실제로는 정치적 힘을 잃은 옛 귀족 계층들을 향해 동등한 권리를 열망하는 중상층의 성장이라는 관점으로 이해될 수도 있다. 귀니첼리의 칸초니는 돌체 스틸 노보의 성서들을 구성했고, 그중에 가장 뛰어난, "Al cor gentil" ("친절한 이에게")는 칼바칸티, 단테, 그리고 이들의 제자들하에 피렌체에서 번성하게 된 새로운 풍조의 선언으로 여겨진다. 그의 시는 아레초 문파의 단점 일부가 있기도 하다. 그럼에도 그는 특히 단테의 서정시와 밀접한 연관성으로 인해, 이탈리아 예술사에서 대단한 발전을 남겼다고 여겨진다.
13세기에는 일부 주요 알레고리 시들이 있었다. 그중에 하나는 단테의 절친인 브루노 라티니가 지은 것이다. 그의 Tesoretto는 2행의 운율을 지닌, 일곱 음절의 연으로 된 단편 시로, 이 시에서 라티니는 황야에서 길을 잃어야하고 자신에게 많은 가르침을 준, 자연을 대표하는 여인을 만나야한다고 주장한다. 우리는 도적적인 대상으로, 여기서 신곡에서 다시 찾을 수 있는, 이상과 알레고리, 가르침이라는 세 가지 요소를 확인한다. 주교들의 비서이기도 했던 학식있는 변호사이자 판사, 공증인인 프란체스코 다 바르베리노 (Francesco da Barberino)는 Documenti d'amore와 Del reggimento e dei costumi delle donne라는 두 개의 짧은 알레고리 시를 썼다. 오늘날에 시들은 문학으로 연구되지 않지만 사료로 연구된다. 네 번째 알레고리 작품은 Intelligenza이며, 때로는 캄파니아에서 발생했다고도 하며, 단지 프랑스 시를 번역한 것으로 보인다.
15세기에 인본주의자이자 출판업자 알두스 마누티우스는 토스카나 시인 페트라르카와 단테 알리기에리 (신곡)의 작품들을 출판했고, 현대 이탈리아어의 모델이 된 기준을 만들어냈다.

### 음식

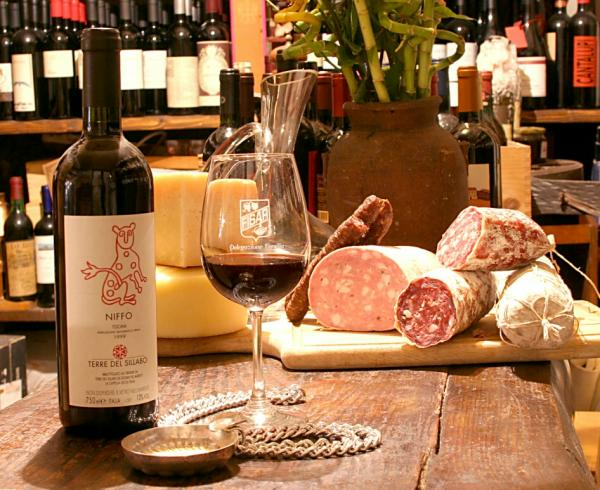
다양한 포도주와 치즈, 다른 종류의 살라미와 햄 등, 토스카나 음식 (루카 지역)의 음식 모음

간소함이 토스카나 요리의 중점이다. 레귐, 빵, 치즈, 야채, 버섯, 신선한 과일이 요리에 사용된다. 올리브유는 모라이올로 (Moraiolo), 레키노, 프란토아노 (Frantoano)의 올리브로 만든다. 산미니아토의 하얀 송로버섯은 10월과 11월에 나온다. 키아나 계곡의 고품질의 쇠고기 중에 특히나 키아니나라고 알려진 품종의 쇠고기는 피렌체 스테이크에 사용된다. 이 지역 고유의 친타 세네세 품종의 돼지고기도 생산된다.
포도주는 토스카나의 유명하면서 흔한 생산품이다. 키안티 포도주는 전세계적으로 잘 알려져 있기도 하다. So 많은 영국의 관광객들이 키안티 포도주를 생산하는 곳을 찾아서, "키안티셔라는 별칭을 지니기도 했다".

### 우표

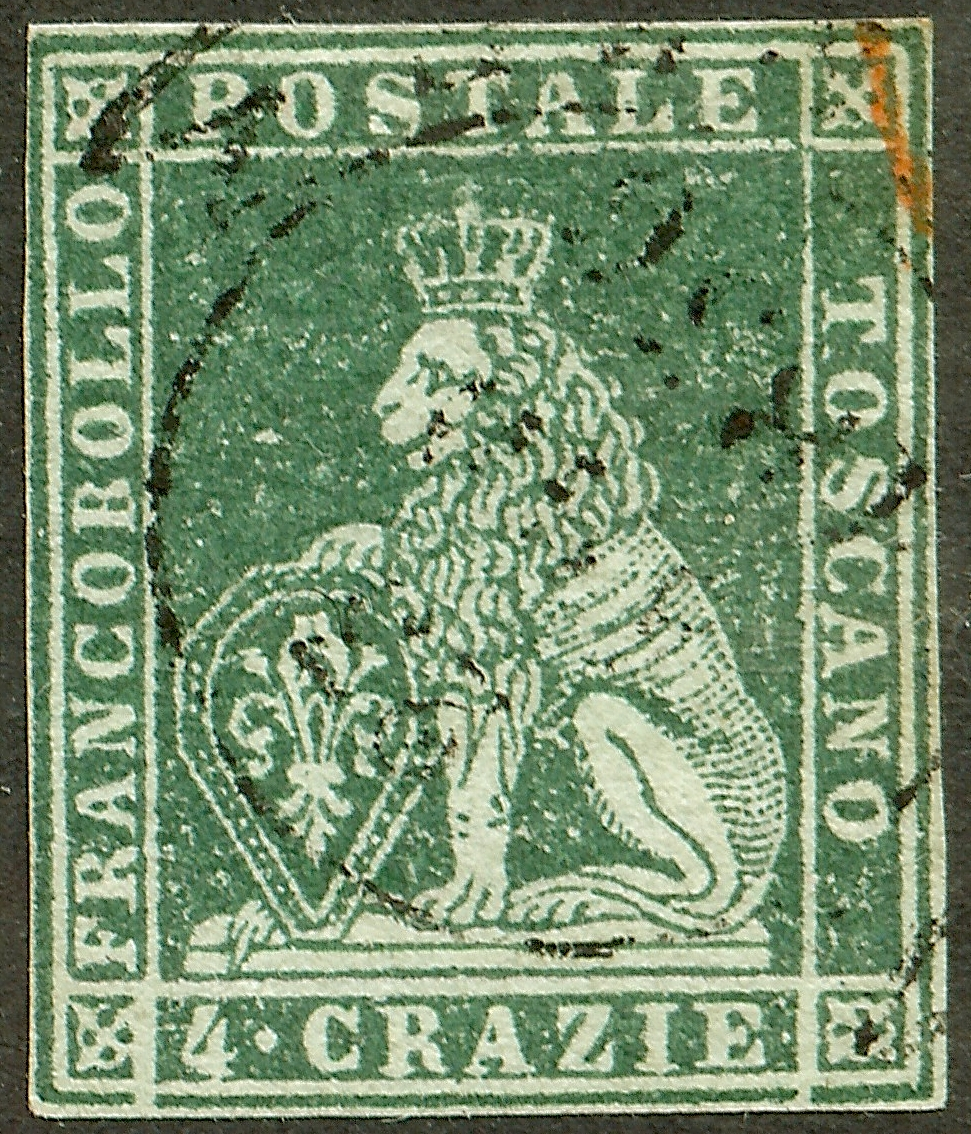
1851년의 4크라치에 우표

중앙이탈리아 연방에 들어간 1859년까지 독립국이었던, 토스카나 대공국은 1851년과 1860년 사이에 두 개의 우표를 발행했는데, 이 우표들은 가장 비싼 클래식 우표에 속하며, 가장 값어치 있는 이탈리아 우표에 속한다. 토스카나 대공국은 1808년에서 1814년까지 프랑스에게 점령당한 시기를 제외하면 1569년부터 1859년까지 독립국이었다. 토스카나 대공국은 오늘날 토스카나 영역의 대부분으로 이뤄졌고, 수도는 피렌체였다. 1859년 12월, 토스카나 대공국은 1860년 3월이 몇 달 안 지나서 사르데냐 왕국에 합병된, 중앙이탈리아 연방을 형성하려는 모데나 및 파르마 공국에 합류하며, 공식적으로 소멸했다. 1862년에 이탈리아의 일부가 되었고, 이탈리아 우편 체계에 속했다.

## 경제

### 실업률
실업률이 2018년에 7.3%였고 나라 평균보다는 살짝 낮았다.
| Year                     | 2006 | 2007 | 2008 | 2009 | 2010 | 2011 | 2012 | 2013 | 2014  | 2015 | 2016 | 2017 | 2018 |
| ------------------------ | ---- | ---- | ---- | ---- | ---- | ---- | ---- | ---- | ----- | ---- | ---- | ---- | ---- |
| unemployment rate (in %) | 4.8% | 4.4% | 5.0% | 5.8% | 6.0% | 6.3% | 7.8% | 8.7% | 10.1% | 9.2% | 9.5% | 8.6% | 7.3% |

### 농업

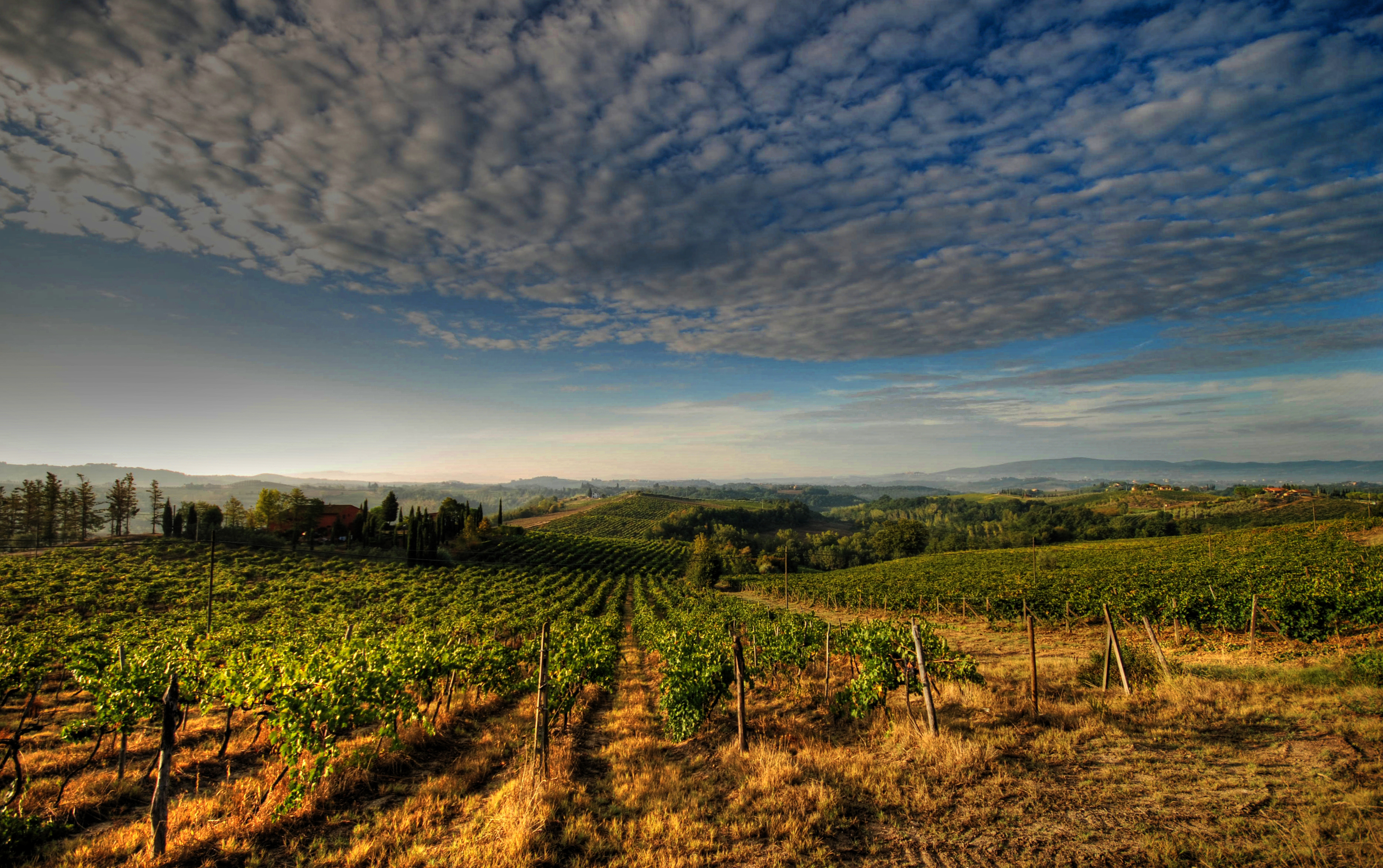
키안티 지역의 포도밭

토스카나의 심토는 철광석, 구리, 수은, 갈탄 광산, 그리고 그 유명한 라르데렐로의 소피오니 (분기공), 베르실리아의 막대한 대리석 광산 등, 상대적으로 지하자원이 풍부하다. 그럼에도 토스카나의 농업 비율은 매번 떨어지고 있지만, 농업은 여전히 토스카나의 경제에 기여하고 있다. 토스카나 내륙에서 곡물, 감자, 올리브, 포도 등이 자란다. 한때 늪이었던 습지는 현재 채소, 쌀, 담배, 비트, 해바라기를 생산한다.

### 산업
토스카나의 산업 부문은 풍부한 지하자원을 고려하여, 광산업이 주도한다. 직물, 화학/제약, 금속공업, 철강, 유리, 도자기 제조업, 의류와 출판 부문도 주목할 만하다. 피렌체현 북서쪽에서능 가죽과 신발, 피스토이아에는 온실 농업, 프라토에는 도자기와 직물 산업, 폰테데라에는 스쿠터와 오토바이, 카시나에서는 목제 가구 생산을 위한 목제 가공 등 제조업을 특성화한 소규모 지역들이 내륙지역에서 보여진다. 중공업 (광산업, 철강업, 기계 공업)은 해안 지역 (리보르노, 피사)를 따라 집중되었고, 이 지역들은 중요 화학 산업지들이 있는 곳이기도 하다. 대리석 (카라라)과 제지업 (루카)도 주목할 만하다.

### 관광

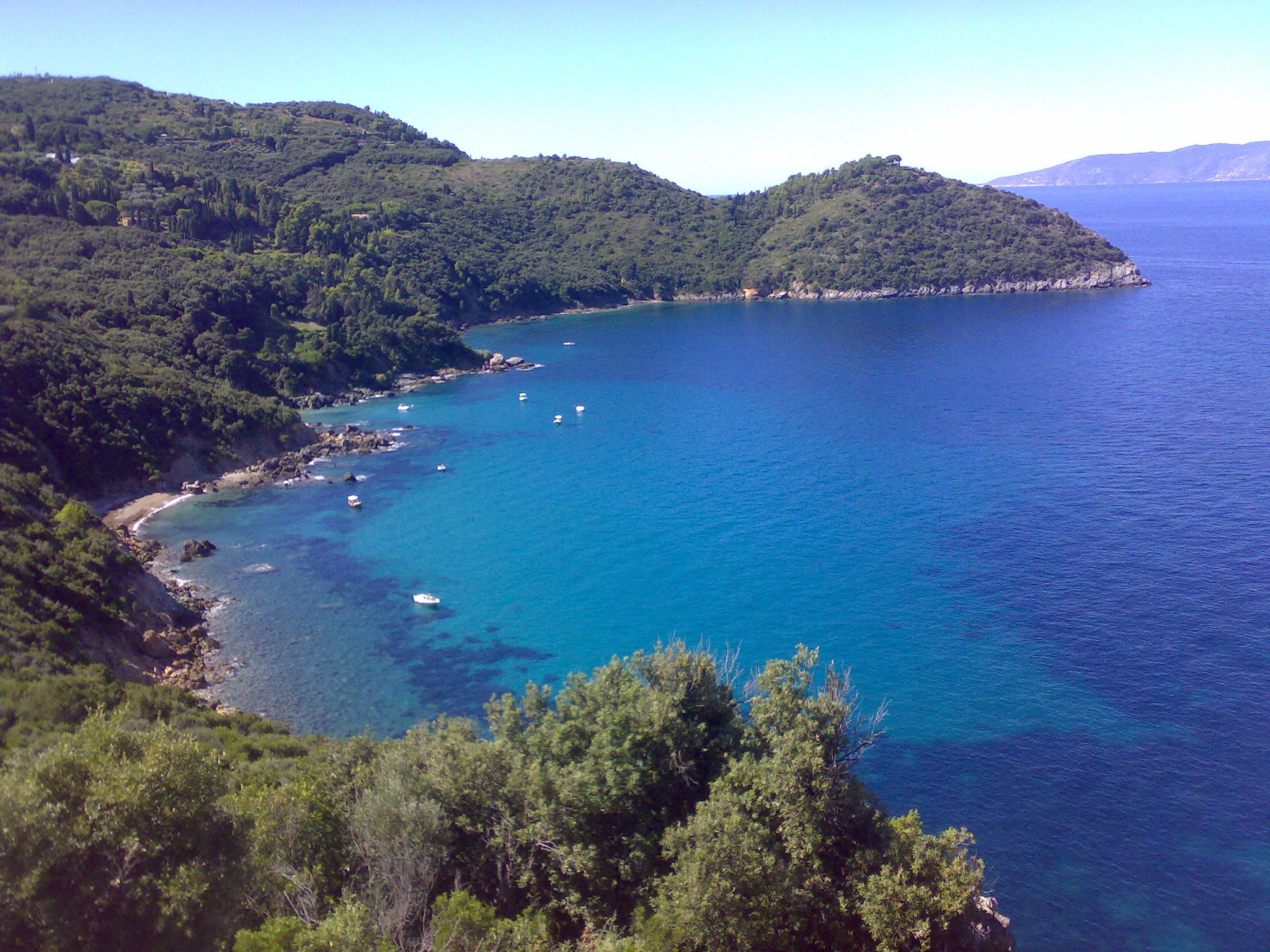
마렘마는 토스카나에서 가장 많이 찾는 바다 여행지들을 품고있다. 위에 사진은, 토스카나의 몬테아르젠타리오이다.

토스카나는 이탈리아에서 전통적으로 인기있는 관광지이며, 많은 관광객들이 찾는 곳은 피렌체, 피사, 몬테카티니테르메, 카스틸리오네델라페스카이아, 그로세토가 있다. 추가적으로, 키안티 지역, 베르실리아, 발도르차 역시도 세계적으로 유명한 곳이며 여행객들에게 특히 인기있는 곳들이다.
토스카나 지역 관광객들의 40%에 해당하는 해안가 관광을 다루는 카스틸리오네델라페스카이아의 바다는 이탈리아 비정부환경단체 레감비엔테가 선정한 이탈리아 최고의 바다로 매번 후보에 올랐다. 카스틸리오네는 2015년에 발행한 랭킹에서 역시도 1위에 올랐다. 또한 2015년 기준 관광객 대략 130만명으로, 토스카나에서 가장 많이 찾은 해안 관광지이며, 국내 전체로도 네 번째이다. 다른 인기있는 해안 관광지에는 그로세토 (카스틸리오네 다음으로 인기), 오르베텔로 (세 번째), 몬테아르젠타리오, 비아레조, 엘바, 이솔라델질리오가 있다

### 패션

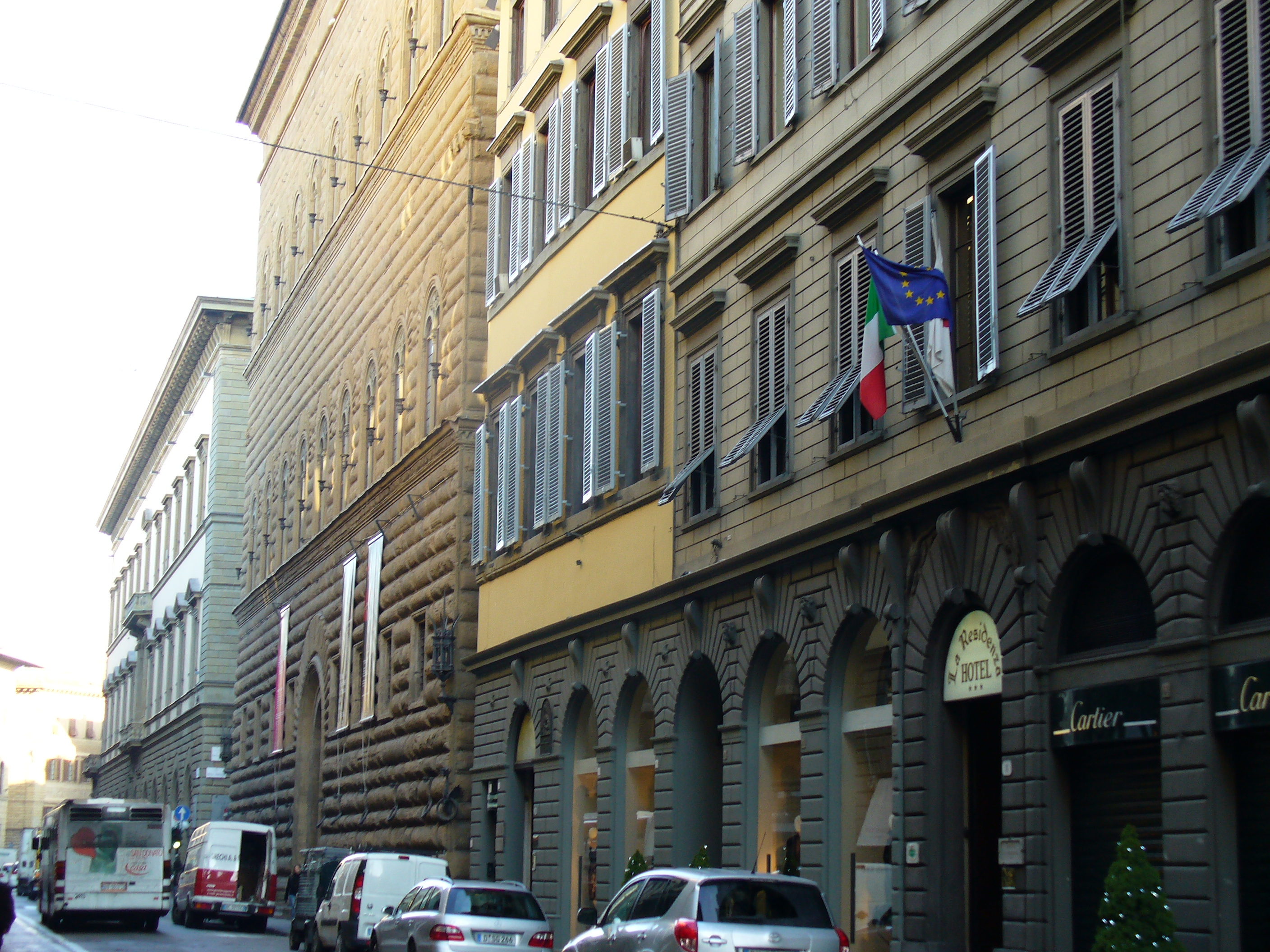
피렌체 최고의 패션 및 쇼핑 거리인 피렌체의 토르나부오니 거리는 까르띠에, 페라가모, 구찌, 베르사체, 불가리 같은 세계적으로 가장 럭셔리한 의류 및 보석 업체 소수가 지정되어, 위치한다.

패션과 직물 산업은 피렌체 경제의 기둥이다. 15세기에, 피렌체인들은 양모와 비단같이 값비싼 직물들을 다뤘다. 오늘날 유럽의 대단한 패션 디자이너들은 토스카나, 그중에 특히 피렌체의 직물 산업을 이용한다.
이탈리아는 유럽내에서 직물 산업이 가장 강세인 나라 중 하나이며, 대략 유럽 전체 생산량의 4분에 1에 해당하고, 거래액은 250억 유로가 넘는다. 중국과 일본 다음으로 세 번째 많은 공급국가이며, 이탈리아 패션 산업이 이탈리아 해외 수익의  60%를 발생시킨다.

## 인구
2008년에 토스카나의 인구 밀도는 161 명 매 제곱킬로미터 (420/sq mi)으로, 나라 평균인 (198.8 명 매 제곱킬로미터 (515/sq mi)) 보다 낫다. 이 결과는 아레초, 시에나, 그리고 특히 그로세토도  (50/km2 or 130/sq mi)의 낮은 인구 밀도 때문이다. 가장 높은 인구 밀도가 나온 곳은 프라토도 (675/km2 or 1,750/sq mi)로, 그뒤로는 피스토이아, 리보르노, 피렌체, 루카도이며, 피렌체  (3,500/km2 or 9,100/sq mi 이상), 리보르노, 프라토 비아레조, 포르테데이마르미, 몬테카티니테르메 등의 도시들 (모두  1,000/km2 or 2,600/sq mi 이상의 인구 밀도)에서 가장 높다. 인구의 지역 분포는 토스카나의 사회문화 그리고 좀더 최근에는 교육 및 산업 발전과 연관되어 있다.
대량의 넓은 산업 단지가 존재함에도 주요 활동이 가죽, 유리, 종이, 의류 분야의 많은 소규모 기업들과 함께 관광 및 관련 서비스와 연결되어 있는 다른 지역들과 달리 인구 분포가 적은 지역들은 농업이 주된 활동이다.
이탈리아인이 토스카나 인구 전체 93%를 구성한다. 1980년대를 시작으로, 토스카나는 이민자들, 특히 중국 출신의 많은 이민자들을 끌어들였다. 또한 상당한 영국과 미국 거주민 지역 사회도 있다. 2008년 기준 기준으로 이탈리아 국립 통계 기관 ISTAT는 토스카나 전체 인구의 7%에 해당하는, 275,149명의 외국인-이민자들이 산다고 조사했다.

## 정부와 정치
토스카나는 중도좌파 성향의 민주당 (PD)의 보루이며, 에밀리아로마냐, 움브리아, 마르케와 함께 이탈리아 정치계에서 "붉은 사변형"이라 불린다. 1970년 이래로, 토스카나는 사회주의-공산주의당이나 민주당이 이끄는 정부가 집권해왔다. 2013년 2월 선거에서, 토스카나는 피에르 루이지 베르사니를 향한 표를 40%를 넘게 주었고, 실비오 베를루스코니는 20.7%에 그쳤다. 2014년 유럽 의회 선거에서 토스카나는 마테오 렌치의 중도좌파 민주당에게 56.4%의 표를 주었다. 토스카나는 2016년 이탈리아 개헌 국민투표에서 찬성이 나온 세 개의 도 중 한 곳이었다

## 행정 구분
토스카나는 9개의 도와 한 개의 광역시로 구분된다:
| 도             | 영역 (km2) | 인구    | 밀도 (인구/km2) |
| -------------- | ---------- | ------- | --------------- |
| 아레초도       | 3,232      | 345,547 | 106.9           |
| 피렌체 광역시  | 3,514      | 983,073 | 279.8           |
| 그로세토도     | 4,504      | 225,142 | 50.0            |
| 리보르노도     | 1,218      | 340,387 | 279.4           |
| 루카도         | 1,773      | 389,495 | 219.7           |
| 마사에카라라도 | 1,157      | 203,449 | 175.8           |
| 피사도         | 2,448      | 409,251 | 167.2           |
| 피스토이아도   | 965        | 289,886 | 300.4           |
| 프라토도       | 365        | 246,307 | 674.8           |
| 시에나도       | 3,821      | 268,706 | 81.9            |

## 같이 보기
- 토스카나주 출신 인물
- 토스카나 제도

### 참고
1. ↑  부르크, P., The European Renaissance: Centre and Peripheries (1998)
2. 1 2 3  “La Maremma regina del turismo. Solo le città d'arte la superano. Castiglione presenze record”. 2015년 10월 8일.
3. ↑  피렌체는 세계에서 가장 많이 찾는 도시 중 하나로 만들어내며, 1년에 평균 백만 명의 관광객들을 받아들였다.
4. ↑  Bremner, Caroline; Grant, Michelle (2014년 1월 27일). “Top 100 City Destinations Ranking”. Euromonitor International. 2015년 2월 1일에 원본 문서에서 보존된 문서. 2014년 7월 6일에 확인함.
5. 1 2 3 4 5  “TOSCANA - Geography and history”. 21 July 2011에 원본 문서에서 보존된 문서.  9 March 2011에 확인함. Text finalised in March 2004 - Eurostat.
6. ↑  밀리터리 채널 (디스커버리 네트워크) documentary series Rome: Power and Glory, episode "The Grasp of an Empire", copyright unknown, rebroadcast 11-12:00 hrs EDST, 2009-06-29.
7. 1 2 3 4  Barker & Rasmussen 2000, 5쪽.
8. ↑  Neri, Diana (2012). 《Gli etruschi tra VIII e VII secolo a.C. nel territorio di Castelfranco Emilia (MO)》 (이탈리아어). All’Insegna del Giglio. ISBN 9788878145337. Il termine "Villanoviano" è entrato nella letteratura archeologica quando, a metà dell ’800, il conte Gozzadini mise in luce le prime tombe ad incinerazione nella sua proprietà di Villanova di Castenaso, in località Caselle (BO). La cultura villanoviana coincide con il periodo più antico della civiltà etrusca, in particolare durante i secoli IX e VIII a.C. e i termini di Villanoviano I, II e III, utilizzati dagli archeologi per scandire le fasi evolutive, costituiscono partizioni convenzionali della prima età del Ferro
9. ↑  Bartoloni, Gilda (2002). 《La cultura villanoviana: all'inizio della storia etrusca》 (이탈리아어). Carocci. ISBN 9788843022618.
10. ↑  Smith, Christopher (2014). 《The Etruscans: A Very Short Introduction》 (영어). OUP Oxford. ISBN 9780199547913.
11. 1 2 3 4 5 6 7 8 9  Jones 2005, 2쪽
12. 1 2  Barker & Rasmussen 2000, 1쪽.
13. ↑  Barker & Rasmussen 2000, 4쪽.
14. 1 2  Jones 2005, 3쪽
15. ↑  Kohn, George C. (2008). 《Encyclopedia of Plague and Pestilence: From Ancient Times to the Present》. Infobase Publishing. 126쪽. ISBN 978-0-8160-6935-4.
16. ↑  Benedictow, Ole Jørgen (2004). 《The Black Death, 1346-1353: The Complete History》. Boydell & Brewer. 303쪽. ISBN 0-85115-943-5.
17. ↑  “The Economic Impact of the Black Death”. EH.Net. 13 March 2010에 원본 문서에서 보존된 문서.
18. ↑  Snell, Melissa (2006). “The Great Mortality”. About.com Education. 2009년 3월 10일에 원본 문서에서 보존된 문서. 2009년 4월 19일에 확인함.
19. ↑  Cipolla, Carlo M. (1981). Fighting the Plague in Seventeenth Century Italy. Madison: 위스콘신 대학교 출판사.
20. ↑  Miner, Jennifer ( 2 September 2008). “Florence Art Tours, Florence Museums, Florence Architecture”. Travelguide.affordabletours.com. 29 January 2010에 원본 문서에서 보존된 문서. 18 April 2010에 확인함.
21. ↑  “Florentine Art and Architecture”. Annenberg Learner. 2019년 10월 25일에 원본 문서에서 보존된 문서. 2016년 1월 28일에 확인함.
22. ↑  Renaissance Artists “Archived copy”. 24 November 2010에 원본 문서에서 보존된 문서. 28 September 2010에 확인함.
23. ↑  Piras, 221-239.
24. ↑  “Unemployment rate by NUTS 2 regions”. 《ec.europa.eu》. Eurostat. 2019년 9월 19일에 확인함.
25. ↑  “Tasso di disoccupazione - livello regionale”. 《dati.istat.it》 (이탈리아어). 2019년 9월 19일에 확인함.
26. 1 2  “Legambiente e Touring Club Italiano presentano: "Il Mare più bello", la Guida Blu 2015 - Legambiente”. 2019년 6월 12일.
27. ↑   보관됨 2 2월 2009 - 웨이백 머신
28. ↑  “::: Ministero dell'Interno ::: Archivio Storico delle Elezioni”. 2013년 2월 26일에 원본 문서에서 보존된 문서. 2019년 9월 30일에 확인함.
29. ↑  “::: Ministero dell'Interno ::: Archivio Storico delle Elezioni”. 2016년 3월 3일에 원본 문서에서 보존된 문서. 2019년 9월 30일에 확인함.

### 참고 자료
- Barker, Graeme; Rasmussen, Tom (2000). 《The Etruscans》. Malden, MA: Blackwell. ISBN 0-631-22038-0.
- Jones, Emma (2005). 《Adventure Guide Tuscany & Umbria》. Edison, NJ: Hunter. ISBN 1-58843-399-4.